# Gustav Rasch (Schriftsteller)
Gustav Heinrich Wilhelm Rasch (* 17. November 1825 in Hannover; † 14. Februar 1878 in Schöneberg bei Berlin) war ein deutscher Journalist und Reiseschriftsteller, der für seine oft polemischen Texte, aber auch für seine anti-preußische Gesinnung und seine politische Agitation bekannt war.

## Leben und Werk
Gustav Rasch wurde am 17. November 1825 in Hannover als Sohn des Oberleggemeisters Rasch und seiner Gattin, geb. Koch, geboren. Sein Vater war zwischen 1828 und 1839 in Osnabrück ansässig, wo nach seinem Tod seine Witwe auch im Jahr 1848 noch wohnte. Es ist deshalb wahrscheinlich, dass Gustav in Osnabrück aufgewachsen ist.
Nach eigener Angabe studierte er für mehrere Jahre Jura an der Universität Göttingen, wenn auch unbekannt ist, wann er seinen Doktorgrad erhielt. Jedenfalls tritt er in seiner ersten Buchveröffentlichung Die neue Konkurs-Ordnung (1855) als „Doktor beider Rechte“ in Erscheinung, was bedeutet, dass er sowohl das zivile wie das kanonische Recht studiert und abgeschlossen hatte. In späteren Jahren legte er viel Wert auf die Nennung seines Doktortitels, was von einigen Zeitgenossen bespöttelt wurde.
Als Kammergerichtsreferendar nahm Rasch im Jahr 1848 an der Revolution in Berlin und insbesondere am Sturm auf das Berliner Zeughaus teil; bei letzterer Aktion soll er „mit einem ungeheuren Schleppsäbel bewaffnet“ gewesen sein. Die Aktion scheiterte in der Nacht vom 14. auf den 15. Juni an dem Widerstand von Militär und Bürgerwehr, weshalb Rasch anschließend fliehen musste, zuerst in die Schweiz und dann nach Straßburg und Paris; in der französischen Hauptstadt sollte er Karl Marx und Friedrich Engels kennenlernen. Nach seiner Rückkehr im Jahr 1849 wurde er zu Festungshaft in Magdeburg verurteilt.

### Anfangsjahre als Schriftsteller

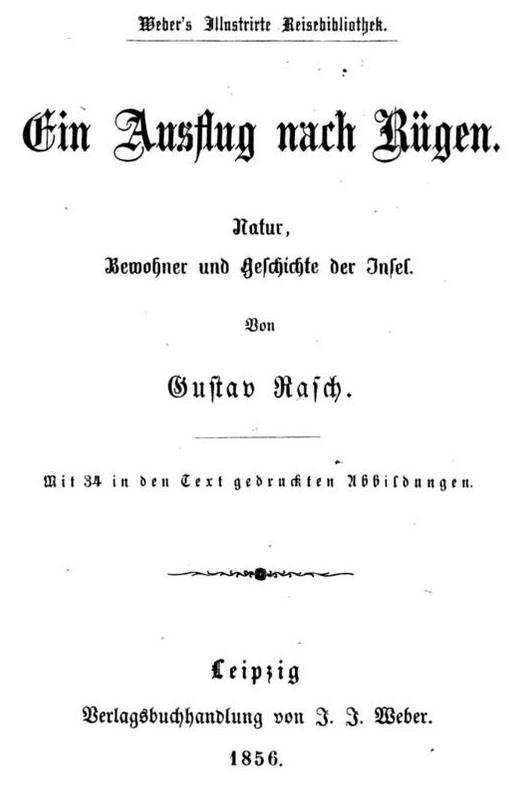
Titelblatt der Erstausgabe 1856

In der ersten Hälfte der 1850er Jahre war Rasch als juristischer Schriftsteller tätig und veröffentlichte mehrere Rechtshandbücher. Es ist anzunehmen, dass ihm aufgrund seiner politischen Vergangenheit und Vorstrafe keine staatliche Anstellung in Aussicht stand, und so versuchte er sich an der Abfassung von Rechtsratgebern, die sich gut verkaufen ließen. Sei es, weil er damit nicht den gewünschten Erfolg hatte, oder sei es, weil ihn seine persönlichen Neigungen in eine andere Richtung lenkten, orientierte er sich um die Mitte der 1850er Jahre neu und begann eine Karriere als Reiseschriftsteller. Sein Horizont weitete sich dabei von Rügen und dem Thüringerwald bis hin nach Bayern, Österreich, der Schweiz und Oberitalien. Sein erstes Reisebuch – Ein Ausflug nach Rügen (1856) – wurde eines seiner bestverkauften Bücher und noch über viele Jahre in deutschen Zeitschriften beworben und wiederaufgelegt. Wohl aus verkaufsstrategischen Erwägungen konzipierte er jedoch seine folgenden Reisebücher weniger als Reisebeschreibungen als vielmehr als Touristenratgeber mit vielen praktischen Hinweisen (einschließlich Hotelbewertungen und Tipps für die Reisenden).
Seine ersten touristischen Reisen nach Österreich und in die Schweiz (1858) waren der Auftakt eines unsteten Lebens als reisender Journalist, das er bis kurz vor seinem Tod führte. Noch 1875 wurde er in einer Zeitung als „der nomadisirende Schriftsteller“ vorgestellt. Raschs Reisen brachten ihn nach Italien (1859–1860), London (1865, 1875), Frankreich (1863, ab 1870), Algerien (1865, damals französisch), Ungarn (1866), Rumänien/Walachei (1866, 1871), Schweden (1868), Spanien (1869), Niederlande (1869), Griechenland (1871), Elsass-Lothringen (1873), Tirol (1874), Siebenbürgen (1877), außerdem in das heutige Bulgarien (1871, damals „Europäische Türkei“) und nach Konstantinopel (1871) sowie nach Serbien (1866, 1871–72) und Montenegro (1871–1872, 1874).

### Italien (1859–1861)

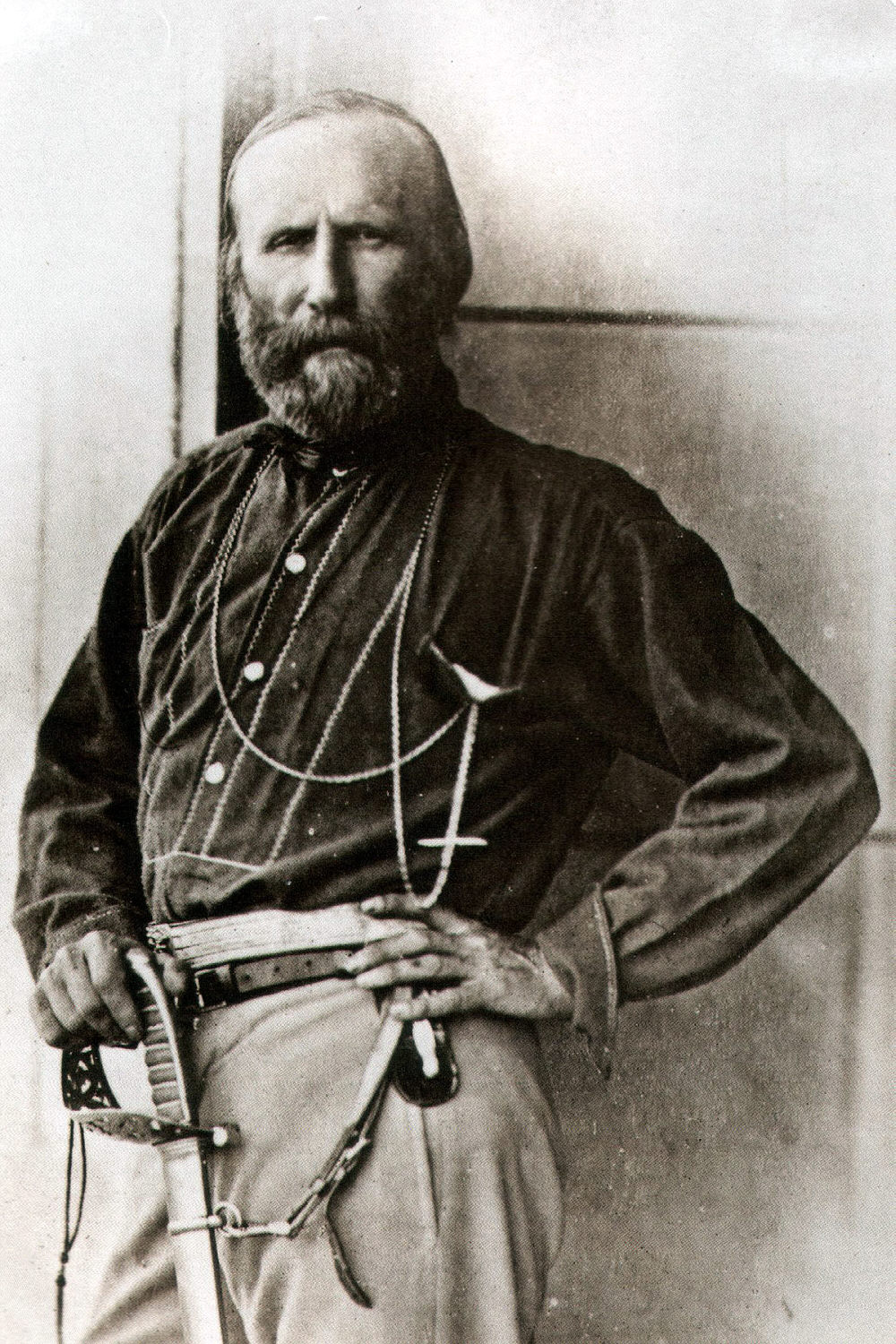
Garibaldi, fotografiert in Palermo 1860

Die politischen Ereignisse in Italien, mit welchen er zweifelsohne schon bei seiner ersten Reise in Oberitalien (1858) in Berührung kam, weckten in ihm einen schwärmerischen Nationalismus, besonders als ab dem Frühjahr 1859 der italienische Unabhängigkeitskampf gegen die österreichische und bourbonische Herrschaft in seine heiße Phase eintrat. Raschs ganze Sympathie und Begeisterung galt den Bestrebungen der italienischen Nationalisten und insbesondere ihrem wichtigsten Freiheitshelden und Anführer, Giuseppe Garibaldi. Rasch selbst reiste 1859–1860 durch Italien, und als Ergebnis seiner Abenteuer erschienen zahlreiche Artikel wie auch seine dreibändige Leidensgeschichte des italienischen Volkes (1860–1862) und eine schwärmerische Biographie Garibaldis (1863) mit dem reißerischen Titel Das Schwert Italiens. Letzteres Werk widmete er der deutsch-englischen Schriftstellerin Marie Espérance von Schwartz (1818–1899, auch bekannt als Elpis Melena), die Rasch selbst kennengelernt hatte und die in Garibaldis Leben ab 1857 eine große Rolle spielte und 1861 Garibaldis Memoiren auf Deutsch herausbrachte.
Raschs stark anti-österreichisch gefärbte Darstellung der Ereignisse wurde in Italien sehr positiv aufgenommen, zumal er seine Bücher sogar an Garibaldi selbst übersandt hatte. Marie E. von Schwartz berichtete hierzu folgendes:

„Unter mehreren deutschen Briefen, die ich dem General [= Garibaldi] vorzulesen hatte, um von ihm zu erfahren, wie er wünschte, daß ich sie beantworte, befand sich einer des Herrn Dr. Gustav Rasch aus Berlin. Dieser sehr zu rühmende Schriftsteller, der rastlos bemüht ist, die Freiheitssache in Deutschland zu fördern, hatte seinen Brief mit dem dritten Bande seines letzten Buches ‚Frei bis zur Adria‘ begleitet. – ‚Bel titolo, bel titolo, è una bravissima persona quel signor Gustav Rasch‘ [‚Ein schöner Titel, ein schöner Titel, dieser Herr Gustav Rasch ist eine ganz großartige Person‘] wiederholte Garibaldi, als er das Buch zur Hand nahm und die auf dem Titelblatte dargestellte ‚trauernde Königin der Adria‘ erblickte.“

Außerhalb Italiens waren die Sympathien für die italienischen Nationalisten gedämpft, zumindest im halboffiziellen Meinungsbild, und Raschs Schriften wurden in der deutschen Presse reserviert aufgenommen. Ein Rezensent in der Wochenzeitschrift Über Land und Meer etwa schrieb, Rasch habe die jüngste italienische Geschichte „unter die Vergrößerungslupe seines Parteistandpunktes genommen, und uns eine Leidensgeschichte dieser Staaten erzählt, die mit Blut statt mit Tinte geschrieben ist. Wir zählen uns nicht zu den Nationalitätenschwärmern und konnten deshalb auch an diesem Buche keinen Geschmack finden“. Die Illustrirte Zeitung aus Leipzig gestand zu, dass Raschs Garibaldi-Biographie „vielen Beifall“ gefunden habe, obwohl es von einem „unbedingte[n] Parteigänger des italienischen Patrioten“ geschrieben sei und insgesamt den Eindruck eines „heißblütige[n] Radicalismus“ mache.
Wie zu erwarten fiel die Reaktion von offizieller Seite, namentlich in Österreich, noch sehr viel harscher aus. So wurde der erste Band von Raschs Darstellung der jüngsten italienischen Geschichte sofort nach Erscheinen, im Februar 1860, „durch ministerielle Verfügung“ in ganz Österreich verboten. Wenig später wurde die Verbreitung des Werks auch in Preußen und in Russland untersagt; Rasch und sein Verleger bemühten sich in Berlin um die Herausgabe der konfiszierten Exemplare, weil man befürchtete, sie würden – wie in Österreich geschehen – sofort eingestampft werden. Am 5. August 1862 wurde dann auch der dritte Band von Raschs Frei bis zur Adria auf Anweisung des k.k. Polizeiministeriums „für den ganzen Umfang der österreichischen Monarchie“ verboten; Gründe für das Verbot waren u. a. „Verbrechen des Hochverraths“, „Majestätsbeleidigung“ und „Störung der öffentlichen Ruhe“. Am 8. Juni 1863 folgten schließlich das Verbot von Raschs Garibaldi-Biographie Das Schwert Italiens, ebenfalls wegen „Störung der öffentlichen Ruhe“, am 26. Juli 1864 das Verbot der Verbreitung von Raschs Werk Das neue Italien, aus demselben Grund.

### Schleswig-Holstein (1862–1864)

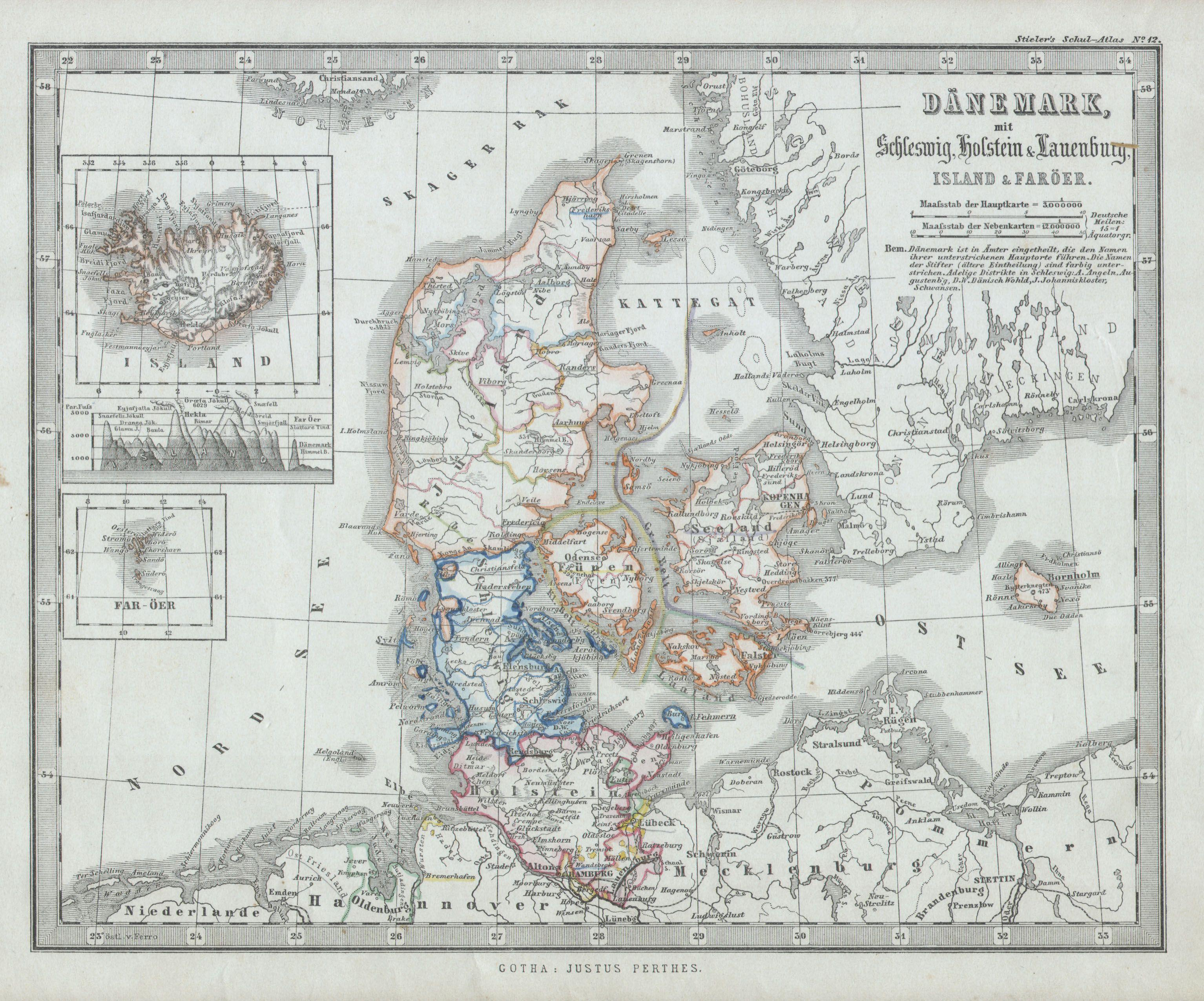
Karte von Dänemark mit den Herzogtümern Schleswig, Holstein & Lauenburg (1862)

Nach seinen Abenteuern in Italien nahmen während der Jahre 1862 bis 1864 die Vorgänge um die Zukunft Schleswigs und Holsteins Raschs ganze Aufmerksamkeit in Anspruch. Seine anti-preußische Gesinnung war in seinen Schriften zur Schleswig-Holstein-Frage und zum folgenden Dänisch-Deutschen Krieg (1864) deutlich erkennbar, und er agitierte auch vor Ort gegen die Intervention Preußens. Rasch unterstützte in Schleswig die sogenannte Augustenburgische Bewegung, die ein von Preußen unabhängiges Schleswig-Holstein forderte; sein besonderer Feind war Graf von Scheel-Plessen, um den sich wiederum diejenigen in Schleswig und Holstein scharten, die eine Intervention Preußens begrüßten.
Der zweite Band von Raschs Werk Vom verrathenen Bruderstamme wurde im Mai 1864 in Preußen „polizeilich mit Beschlag belegt“, nachdem er selbst drei Monate zuvor aus dem besetzten Herzogtum Schleswig ausgewiesen worden war. Die offizielle Begründung lautete, dass Rasch in seinem Buch angedeutet habe, dass das Ziel des Kriegs „ungewiss“ sei, und er sich „ungünstig“ über die preußische Artillerie geäußert habe. Das sei geeignet, so die preußische Staatsanwaltschaft, „Haß gegen die preußische Regierung“ anzureizen. Die Beschlagnahme von Raschs Buch konnte jedoch „nur bei zwei Exemplaren ausgeführt werden“, da alle übrigen sich bereits in Privatbesitz befanden.
Jens Owe Petersen urteilte zurecht, dass Rasch, „obwohl selbst preußischer Staatsbürger, in gewisser Hinsicht eine Art Fundamentalopposition gegenüber der Staatsführung seines Heimatlandes“ verkörperte. Dennoch vertrat Rasch ganz entschieden deutschnationale Interessen und war schon seit 1862 auch als anti-dänischer Agitator in Erscheinung getreten. So war es auch bereits 1862 zu einer Kontroverse über Raschs Beiträge in der Gartenlaube (unter dem Titel Aus den Landen des verlassenen Bruderstammes) und über sein Buch Vom verlassenen Bruderstamm (1862) gekommen, weil er in ihnen die dänische Politik in Schleswig in scharfen Worten verurteilt hatte. Im Februar 1863 wurde sogar gemeldet, dass die dänische Regierung alle Polizeiämter in angewiesen habe, „den Schriftsteller Dr. Gustav Rasch, wo er sich in den dänischen Staaten betreffen läßt, zu verhaften und unter sicherer Bedeckung gefangen nach Kopenhagen zu führen“. Außerdem wurde die Einfuhr aller Schriften Raschs nach Dänemark verboten.
Raschs Verstrickungen in die Schleswig-Krise waren im Januar 1864 so weit gediehen, dass er allgemein als zugleich anti-dänischer und anti-preußischer Agitator wahrgenommen und in deutschsprachigen Zeitungen als „der bekannte Revolutionär“ vorgestellt wurde. Folgender, von Rasch am 15. Januar in Kiel abgefasster Aufruf wurde in Zeitungen und Wochenblättern, insbesondere in Blättern aus Holstein, verbreitet:

„Ruft das deutsche Volk auf, schildert in Eurem Aufruf die Noth und die Gefahr des Landes, fordert in diesem Aufruf die augenblickliche Zusammenberufung großer Massenversammlungen, wie Ihr selbst es so eben in Holstein gethan habt, und seid gewiß: Das deutsche Volk wird sich vom Belt bis zur Adria mit dem Schlachtruf gegen Dänemark erheben: »Vorwärts zur Königsau!« Bewaffnet zugleich das Land. 40.000 Gewehre lassen sich leicht und schnell beschaffen. Dann erst wird die Befreiung des »verlassenen Bruderstammes« in Schleswig allen diplomatischen Ränken und Intriguen als eine vollendete und zwingende Thatsache gegenübertreten.“

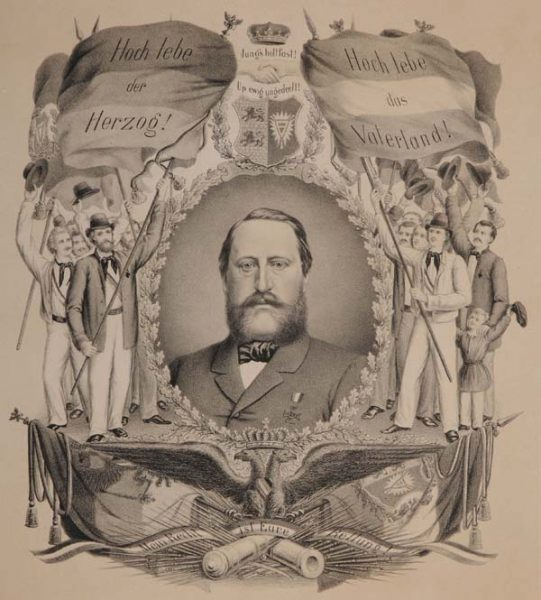
Herzog Friedrich VIII. von Schleswig-Holstein-Sonderburg-Augustenburg, Werbung für ein unabhängiges Schleswig-Holstein (1864)

Die Reaktion auf den Aufruf Raschs war allgemein frostig, und selbst Anhänger der deutschgesinnten Augustenburgischen Bewegung verwehrten sich gegen ihn. Herzog Friedrich VIII. von Schleswig-Holstein ließ Rasch „als fremden Agitator“ nicht zu sich vor und verbat sich eine weitere Einmischung: „Der Aufruf, den dieser hier ganz unbekannte Mann (wegen Bewaffnung einer Landarmee) an die Bevölkerung richtete, ist spurlos vorübergegangen, und ihm selbst ist hinlänglich deutlich gemacht worden, er möge sich schleunigst entfernen. Der genannte Literat renommirte in einzelnen Kreisen viel mit seiner Bekanntschaft mit Garibaldi“.
Am 12. Februar 1864 wurde Rasch in Flensburg von einem preußischen Offizier festgenommen und ins Flensburger Stadtgefängnis verbracht, weil er angeblich wegen „einiger unbedachter Aeußerungen“ denunziert worden war. Nach 48 Stunden im Arrest wurde er aber entlassen, mit der Auflage, „daß er spätestens morgen das Herzogthum Schleswig unter dem Verbot der Rückkehr zu verlassen habe“, wozu sich Rasch „ehrenwortlich“ verpflichtete. Allerdings verfasste er noch am 18. Februar in Kiel eine Erklärung, der zufolge er lediglich „der augenblicklichen Gewalt“ weiche, aber der preußischen Regierung das Recht abspreche, über seine Ein- und Ausreise in das Herzogtum Schleswig bestimmen zu können. Ende Februar begab sich Rasch dann zurück nach Berlin, beklagte sich schriftlich bei Bismarck über seine Ausweisung und forderte Genugtuung. Der preußische Zivilkommissar für Schleswig, von Zedlitz, lehnte dies umgehend ab, mit Verweis auf Raschs erwiesene Agitationstätigkeit. Es folgte dann im Mai die Beschlagnahmung des soeben erschienenen zweiten Bands von Raschs Vom verrathenen Bruderstamme (siehe oben), doch eine Verhandlung vor dem Berliner Stadtgericht für Pressevergehen endete im September mit einem Freispruch Raschs.
Raschs Parteinahme für deutschnationale Interessen in Schleswig-Holstein und seine gleichzeitige Ablehnung der preußischen Intervention standen in engem Zusammenhang mit seiner grundsätzlichen, stets enthusiastischen Zustimmung zu allen nationalen Projekten in Europa, die ab 1860 den Kontinent veränderten, angefangen mit der Gründung des Königreichs Italien und später ausgedehnt auf die nationalen Unabhängigkeitsbewegungen in Spanien und auf dem Balkan (Montenegro, Serbien, Bulgarien). Die großen supranationalen Hegemonialmächte, in erster Linie die österreichische Monarchie und das Osmanische Reich, waren dabei die hauptsächlichen Buhmänner in Raschs teils sehr polemischen Schriften zum Thema.

### Der reisende Journalist (1865–1870)
Nach dem gescheiterten Versuch, sich während der Schleswig-Holstein-Krise zu profilieren, hielt sich Rasch in den folgenden Jahren von direkter politischer Einmischung fern und wandte sich wieder dem Abfassen von Reise- und Milieuberichten zu. Den Anfang hierzu machte seine „dunkle Serie“ (1861 bis 1865), eine Reihe von Artikeln und Büchern, in welchen er über gesellschaftliche Außenseiter und soziale Probleme in europäischen Metropolen (Berlin, London, Paris) aus eigener Anschauung berichtete. Ein zeitgenössischer Rezensent befand, dass Rasch sich in diesen Schriften „mit Wollust“ in die „Betrachtung der Schattenseiten des menschlichen Lebens“ vertiefe, was durchaus zutrifft. Die Grenzen zwischen Sozialkritik, Milieuschilderung und Sensationsreportage verschwimmen in den Texten Raschs.
Mit dem Jahr 1865 begann eine Periode intensiven und rastlosen Reisens in Raschs Leben. Im Februar finden wir ihn noch in London, wo er als Vertreter der „demokratischen Partei“ unter den dortigen deutschen Emigranten weilte. In der illustren Gesellschaft von Karl Blind, Ludwig Feuerbach und Ferdinand Freiligrath wurde bei dieser Zusammenkunft in London die Herausgabe einer eigenen Monatsschrift beschlossen, die unter dem Titel Der deutsche Eidgenosse erscheinen sollte und binnen kurzem tatsächlich – mit Beiträgen Raschs über den hingerichteten Revolutionär Max Dortu und den in einem Gefecht getöteten Revolutionär Gustav Schlöffel – erschien.

Eine Straße in Biskra (1889)

Einen Monat später, im März, hielt sich Rasch bereits im damals französischen Algerien auf und reiste im April über Biskra in den Süden des Landes (in die Sahara). Wenige Monate nach seiner Rückkehr aus Nordafrika folgte, ab Mitte September 1865, eine vierwöchige Rundreise durch Schleswig-Holstein, worüber er einen längeren, vielzitierten Zeitungsbericht verfasste. Das anschließende Buch Das preußische Regiment in Schleswig-Holstein, das er im Frühjahr 1866 veröffentlichte, wurde kurz nach Erscheinen von der preußischen Polizei „mit Beschlag belegt“. In diesem polemischen Werk unterstützte er – wie bereits in seinen früheren Schriften zur Schleswig-Frage – die anti-preußischen Strömungen in den Herzogtümern und machte auch „nicht davor Halt, seine politischen Gegner in agitatorischer Art und Weise persönlich zu diskreditieren. Trauriger Höhepunkt in diesem Sinne ist eine Art „Schwarze Liste“ am Ende seines Werkes, in der sich minuziös Namen, Beruf und Wohnort der „Preußen in Schleswig-Holstein“ verzeichnet finden“.
Im Jahr 1866 schloss sich eine Reise nach Ungarn und durch die Wallachei an. Im Jahr 1868 bereiste er Schweden, bevor er Anfang 1869 als „Special-Correspondent“ für die Wiener Neue Freie Presse und die Frankfurter Zeitung nach Spanien ging. Dort verfolgte er gebannt die Vorgänge um die Neueinrichtung des spanischen Staates, die nach dem Sturz der Königin Isabella II. zur Verfassung von 1869 und zu einer zeitweiligen Thronvakanz führten. Rasch sympathisierte mit den republikanischen Kräften.
Im Januar 1870 siedelte Rasch von Berlin nach Paris über. In der zweiten Hälfte der 1860er Jahre war er als Mitarbeiter für verschiedene deutsche und österreichische Zeitungen tätig gewesen, angefangen (ab 1865) mit der Wiener Zeitung Die Presse und später namentlich bei der Prager deutschsprachigen Zeitung Politik. Seine fast serielle Produktion von Büchern und Zeitschriftenartikeln, in welchen Rasch seine vielfältigen Reiseerfahrungen verarbeitete und unter die Leser brachte, erreichte in den Jahren 1868–1869 einen Höhepunkt. Außerdem bemühte er sich mehrfach vergeblich, als Abgeordneter (u. a. in Schleswig) gewählt zu werden.
Mehrere Prozesse wurden während der 1860er Jahre gegen Rasch angestrengt, weil er wiederholt wegen Beleidigung oder Ehrabschneidung angezeigt wurde, sowohl von Privatleuten als auch von staatlicher Seite. In mindestens einem Prozess wurde er dabei zur Zahlung einer Geldstrafe verurteilt.

### Südosteuropa und Elsass (1871–1874)
Über das Jahr 1871 bereiste Rasch Rumänien, die europäische Türkei (im Gebiet des heutigen Bulgarien), Konstantinopel und Griechenland (Athen insbesondere). Im Winter 1871–1872 begab er sich nach Montenegro – von ihm oft „Der schwarze Berg“ genannt –, anschließend nach Serbien (im Frühsommer). Anfang Juli 1872 war er wieder zurück in Wien.
Rasch hatte 1871 – nach Italien, Schleswig-Holstein und Spanien – die gegen die Herrschaft der Osmanen gerichteten Nationalbewegungen auf dem Balkan als neue politisch-feuilletonistische Objekte des Interesses für sich entdeckt. Er selbst sah sich (wie ihm sein Freund Friedrich Hackländer attestierte) als „beredter Anwalt der Völker zwischen Oesterreich und der Türkei“. In einem Schreiben aus Bukarest, datiert auf den 26. Mai 1871, teilte Rasch mit, er sei dort „auf seiner Durchreise nach dem Orient eingetroffen“ und habe „die Absicht, seinen Aufenthalt für längere Zeit im Oriente zu nehmen, um die dortigen Culturzustände in allen Theilen zu studiren“.
Raschs Reiseerfahrungen auf dem Balkan dienten ihm zum Anlass zahlreicher Artikel und zweier Bücher, worunter das zweibändige Die Türken in Europa besonders hervorsticht (vor allem negativ; siehe unten). Ganz zweifellos galt seine besondere Sympathie Montenegro, und er widmete seine Schrift Die Türken in Europa dem Fürsten von Montenegro Nikola I., und zwar mit den folgenden, aus heutiger Sicht pathetischen Zeilen:
Seiner Hoheit
dem Fürsten von Montenegro und Brda
Nicola I. Petrović Něgoš
dem ersten Ritter des Schwarzen Berges
dem Erleuchter seines Stammes
dem Repräsentanten eines fünfhundertjährigen, immer siegreichen Kampfes
gegen die asiatischen Barbaren in Europa

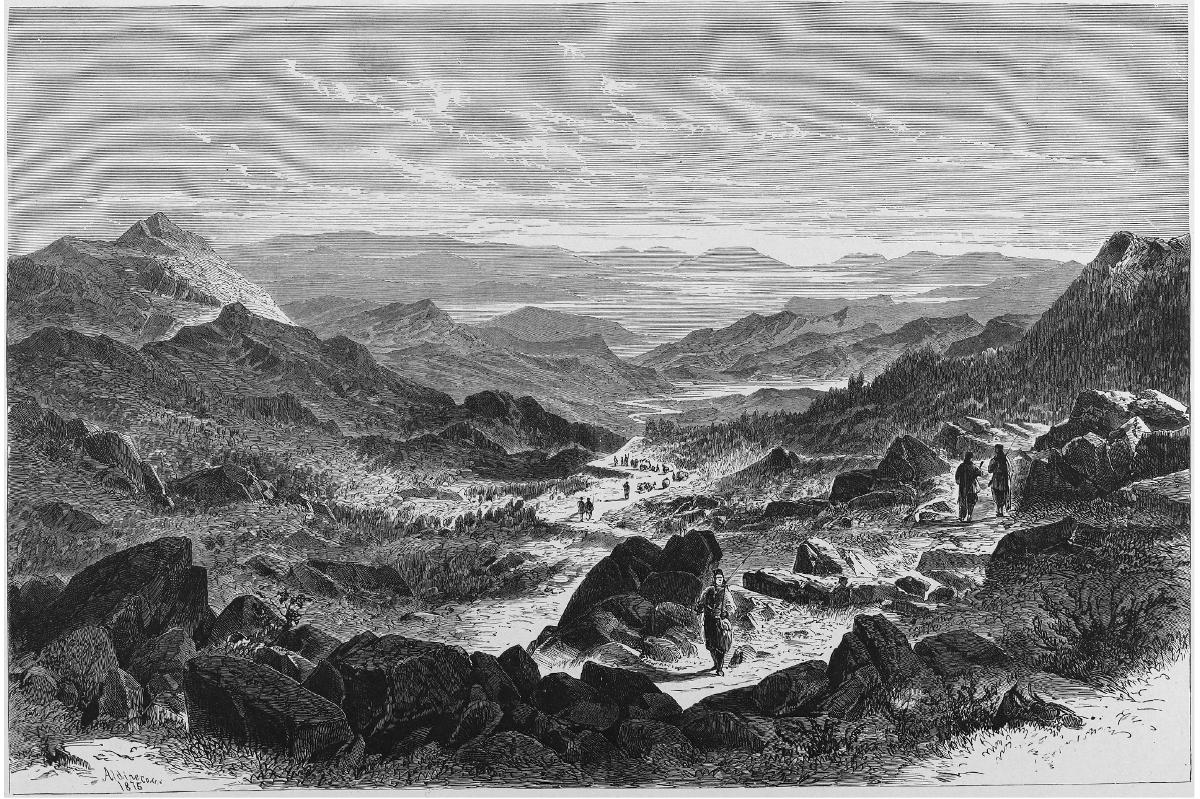
Scenery in Montenegro (1876), aus einem Werk Gustav Raschs abgebildet in The Aldine, vol. 8

Nikola I. revanchierte sich im April 1874, indem er Rasch den montenegrinischen Danilo-Orden verlieh. Im Oktober–November 1874 begab sich Rasch nochmals nach Montenegro, wobei er zu diesem Zeitpunkt in der österreichischen Presse bereits den Ruf eines „montenegrinischen Hofjournalisten“ erlangt hatte. Eine Notiz, die zweifellos Rasch selbst lanciert hatte, teilt in der Zeitschrift Über Land und Meer mit, dass Rasch sich „als Gast des Fürsten von Montenegro“ in Cetinje aufhalte: „Er bewohnt dort den alten Palast und verkehrt täglich mit den Fürsten und den Senatoren“.
Raschs Hauptwerk, das aus seinen Reisen in Südosteuropa hervorging, sind die beiden Bände Die Türken in Europa. Der erste Band behandelt u. a. seine Erlebnisse in Belgrad, Rumänien, Bulgarien und Konstantinopel, der zweite seine Aufenthalte in Athen und Montenegro. Darüber hinaus gibt es lange Exkurse zu Geschichte, Kultur und politischen Fragen. Der Text ist durchgehend von starkem Türkenhass geprägt, zumal sich Rasch gegenüber dem Osmanischen Reich einen viel schärferen Ton erlauben konnte als in seinen Werken, die preußische oder österreichische Interessen berührten. Die Vorrede im ersten Band von Die Türken in Europa beginnt wie folgt und lässt keinen Zweifel an der Haltung des Autors:

„Seit fast fünf Jahrhunderten hausen die Türken auf der Balkanhalbinsel, während sie seit ihrem Erscheinen in und gegen Europa über hundert Kriege geführt haben, in denen die auf dem Schlachtfelde gefallenen oder in türkische Sklaverei gerathenen Christen nur nach Millionen zu zählen sind. Ein aus Asien nach Europa eingedrungener Nomadenstamm (…) setzt seinen Fuß seit fast fünf Jahrhunderten auf die Häupter von fünfzehn Millionen griechischer und slavischer Christen (…). Nichts ist bezeichnender; nichts charakterisirt besser und umfassender diese fast ein halbes Jahrtausend dauernde Türkenherrschaft in Europa, als der bekannte Ausspruch eines türkischen Derwisches: ‚Wo der Türke seinen Fuß hinsetzt, verdorrt selbst das Gras.‘“

Diese Zeilen geben den Ton für Raschs Buch an, und dieser Tenor setzt sich durch das ganze Werk hindurch fort. Der namhafte Orientalist Ignaz Goldziher nannte Raschs Buch deshalb „gehässig“ und den Autor einen „fanatische[n] Türkenhasser“. An obigem Zitat kann übrigens auch ein typisches Merkmal des Vulgär-Orientalismus der zweiten Hälfte des 19. Jahrhunderts deutlich gemacht werden: Autoren und insbesondere Journalisten, die selbst dem Christentum fernstanden oder – wie Rasch – stark antiklerikal eingestellt waren, nahmen sich wortreich der Christen unter osmanischer Herrschaft an, wenn es ihrer anti-türkischen Rhetorik diente.

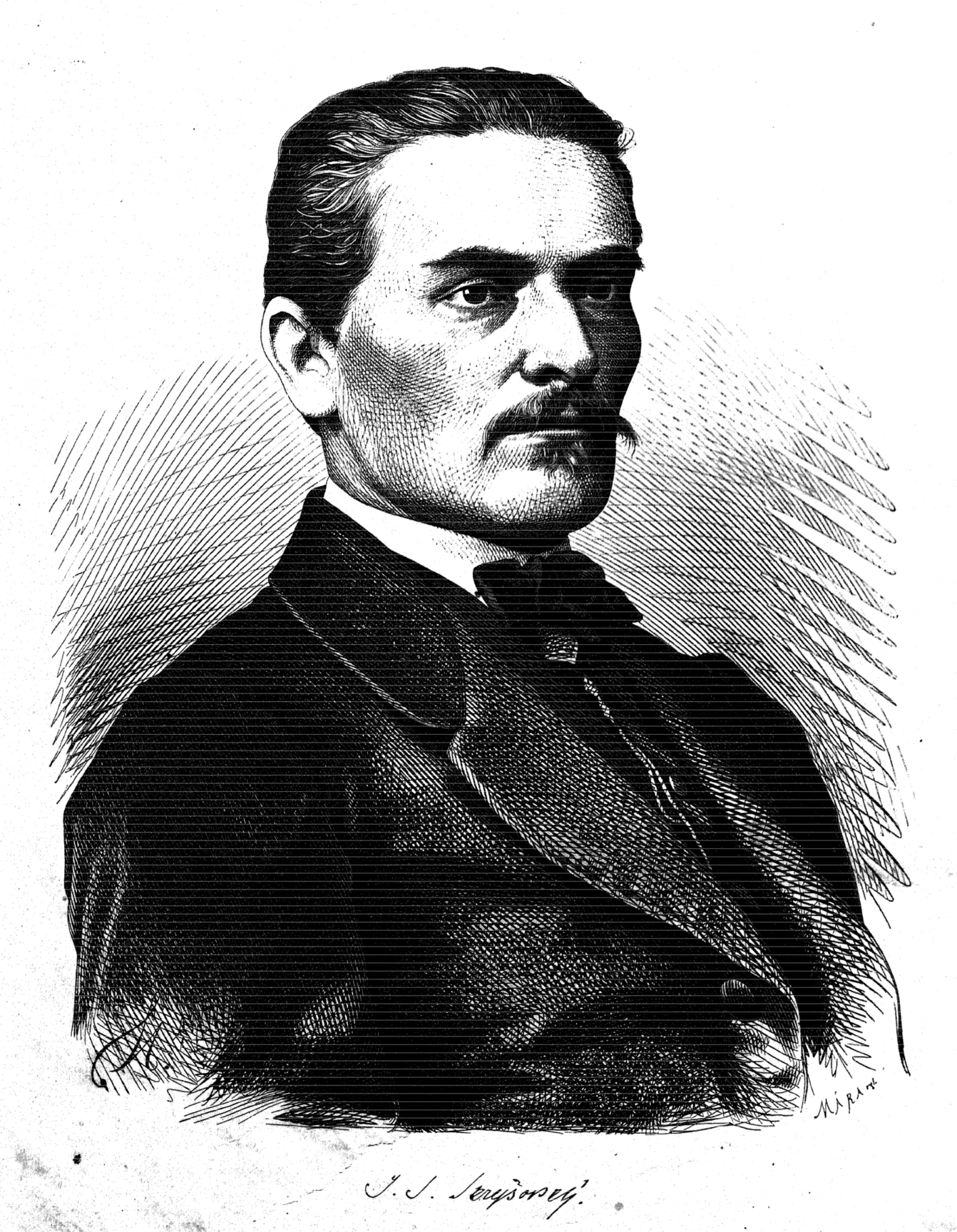
Jan Stanislav Skrejšovský (1873)

Rasch erhoffte sich viel von seinem Werk Die Türken in Europa, doch erwies sich das Buch als ein Bumerang, der beinahe die literarische Karriere und Reputation Raschs zerstört hätte. Es wurde nämlich bald bemerkt – was im Übrigen den Tatsachen entspricht –, dass Rasch über viele Seiten hemmungslos ältere Werke über den Balkan ohne irgendeine Quellenangabe „ausgeschrieben“, d. h. plagiiert hatte. Zwei dieser älteren Werke waren das schon 1844 veröffentlichte Die Slawen der Türkei, oder die Montenegriner, Serbier, Bosniaken, Albanesen und Bulgaren, ihre Kräfte und Mittel, ihr Streben und ihr politischer Fortschritt des französischen Slavisten Cyprien Robert (1807–ca. 1865) und das Buch Von Orsová bis Kiutahia (1851) von Joseph Hutter, wobei schon Hutter selbst sich ausführlich bei Robert bedient hatte. Besonders hart traf Raschs Plagiieren den Verleger Jan Stanislav Skrejšovský (1831–1883), in dessen Verlag nicht nur Raschs Buch, sondern auch die Zeitung Politik erschien, für die Rasch regelmäßig geschrieben hatte. Skrejšovský hatte sich seit August 1872 in Haft befunden und wurde im Mai 1873 wegen Hinterziehung der Inseraten- bzw. Werbesteuer zu einem Jahr Gefängnis verurteilt. Während seiner Untersuchungshaft erlitt Skrejšovskýs Verlag so herbe Verluste, dass er sich genötigt sah, ihn zusammen mit seiner Buchdruckerei zu verkaufen. Raschs Plagiat-Schrift spielte dabei eine große Rolle, wie in der Wiener Zeitung Die Presse berichtet wurde:

„[Dabei] kommt auch Gustav Rasch, der langjährige treue Mitarbeiter der ‚Politik‘, sehr übel weg. Die ‚Politik‘ hat von ihm eine lange Reihe von Feuilletonartikeln aus dem Orient gebracht, und dieselben später als Separatausgabe mit großen Kosten drucken lassen. Wie nun das dickleibige Buch fertig war, Inserate sein Erscheinen publicirten und Serbien, die Moldau und die Schwarzen Berge [Montenegro], ja selbst die Bocchesen schon empfänglich gemacht waren für den Empfang des epochemachenden Nationalwerkes, wurde die Entdeckung gemacht, dass dasselbe nichts weiter sei als ein Abklatsch der älteren Schriften von bekannten Orientreisenden und die Maculatur liegt jetzt aufgeschichtet bis an die Decke in den Papiermagazinen der ‚Politik‘ und der Schaden geht in die Tausende.“

Dasselbe galt im Übrigen nicht nur für Raschs Die Türken in Europa, sondern auch für sein ebenfalls 1873 im Verlag Skrejšovskýs erschienenes Werk Der Leuchtthurm des Ostens: Serbien und die Serben. In diesem Buch bediente sich Rasch skrupellos und über viele Seiten in dem 1868 veröffentlichtem Werk Serbien. Historisch-ethnographische Reisestudien aus den Jahren 1859–1868 des austro-hungarischen Forschers Felix Kanitz (1829–1904). Kanitz – der äußerst empfindlich auf Plagiate reagierte, obwohl er zuweilen selbst Quellenangaben unterschlug – monierte dies in deutlicher Form in einer späteren Ausgabe seines Werks und sprach von Gustav Rasch als der „berühmte Vielschreiber (…), der aus meinem 1868 veröffentlichten „Serbien“ seinen „Leuchtturm des Ostens“ zimmerte“.
Wie beschädigt Raschs Ruf nach diesen sehr berechtigten Plagiatsvorwürfen war, ist schwer zu sagen, zumal nicht alle, die später aus Raschs Büchern zitierten, von den Plagiatsvorwürfen Kenntnis hatten. Aber es ist bezeichnend, dass Rasch nach 1873 nichts mehr mit Bezug zu Südosteuropa veröffentlichte. Nur seine Berichte aus Montenegro erschienen noch in einigen Zeitschriften und in Buchform im Frühjahr 1875 unter dem Titel Vom Schwarzen Berge. Montenegrinische Skizzen, Bilder und Geschichten. Doch selbst als 1876 (Aufstände in Serbien und Bulgarien) und 1877 (Russisch-Osmanischer Krieg) die Vorgänge auf dem Balkan das große Interesse der deutschsprachigen Öffentlichkeit fanden und sich alle Sympathisanten von Nationalbewegungen auf dieses Thema stürzten, äußerte sich Rasch nicht mehr öffentlich. Allerdings hatte er schon im Sommer 1873 ein neues Betätigungsfeld gefunden, womit er auch zu seinen politischen Ursprüngen und seiner alten Abneigung gegen alles Preußische zurückkehrte.

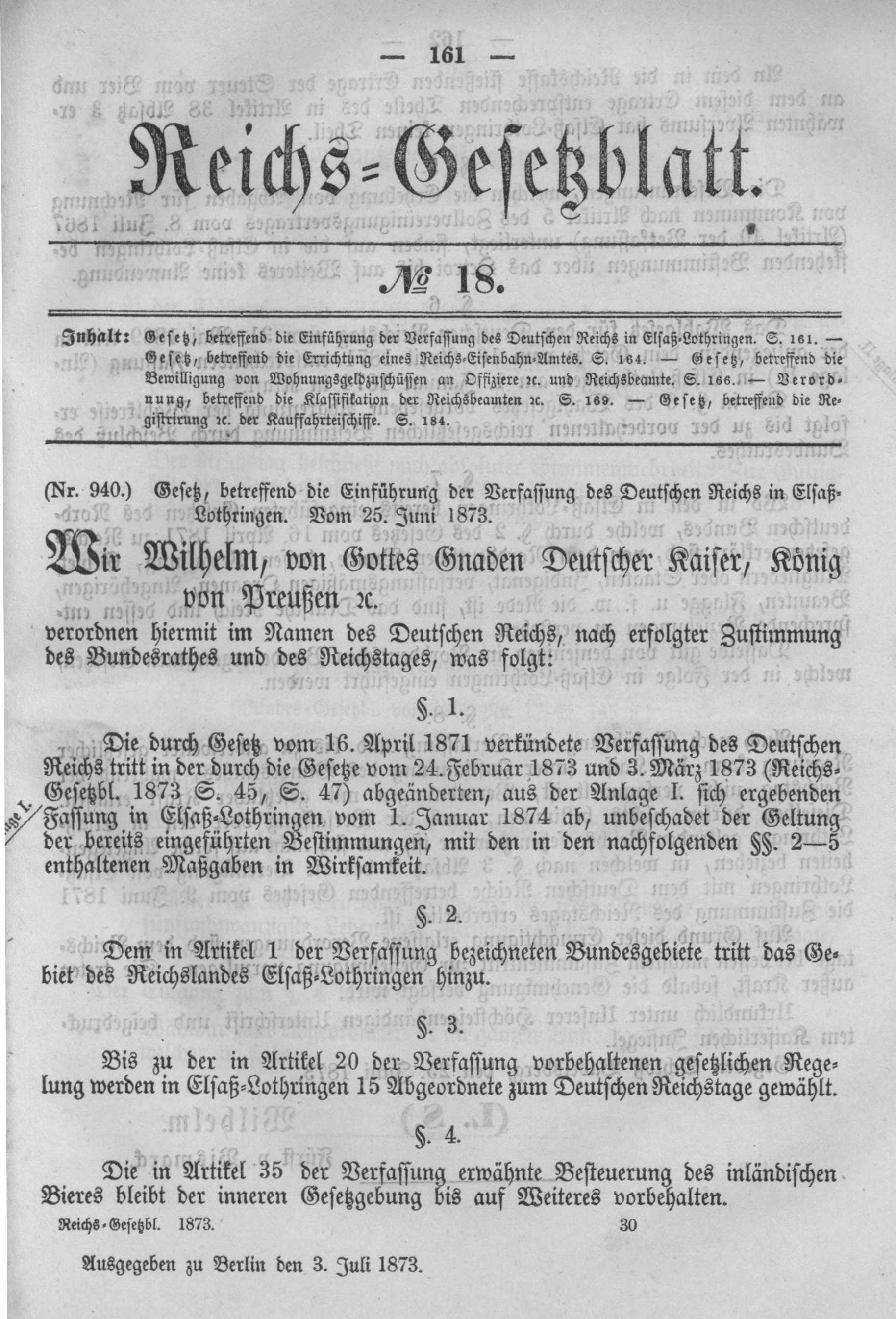
3. Juli 1873: Ankündigung der Einführung der Verfassung des Deutschen Reichs in Elsass-Lothringen zum 1. Januar 1874

Im Juli 1873 – wenige Tage nach der offiziellen Proklamation der Eingliederung Elsass-Lothringens in das Deutsche Reich – bereiste Rasch Elsass-Lothringen, das nach dem siegreichen Deutsch-Französischen Krieg vom Deutschen Reich als Reichsland annektiert wurde und von Preußen verwaltet wurde. Wie üblich bei ihm, erbrachte diese Reise ein Buch, nämlich die zu Beginn des nächsten Jahres veröffentlichte Anklageschrift Die Preußen in Elsass und Lothringen. Darin geißelte er die preußische Politik im neu erworbenen Reichsland, die nach seiner Ansicht nichts als eine „Knechtschaft der Geister“ war; auch sprach er von einem „preußischen Vernichtungskrieg gegen die französische Sprache und Bildung“ in Elsass-Lothringen. Wie ebenfalls zu erwarten, wurde das Buch Anfang März 1874, kurz nach Erscheinen, auf Anordnung des Polizeipräsidiums in Berlin beschlagnahmt. Eine spätere Folge des Buchs über das Elsass war ein Prozess wegen Majestätsbeleidigung und anderer Vergehen, der im Februar 1876 in Braunschweig gegen Rasch angestrengt wurde; Rasch selbst war nicht erschienen. Das Braunschweiger Kreisgericht erkannte dann nicht auf Majestätsbeleidigung, verurteilte Rasch – in Abwesenheit – aber zu zehn Monaten Gefängnis „wegen gegenseitiger Aufreizung der Bevölkerungsclassen und Verbreitung erdichteter und enstellter Thatsachen“. Im Mai revidierte das Obergericht in Wolfenbüttel das Strafmaß und erkannte nun auf vier Monate.

### Die letzten Jahre (1874–1878)

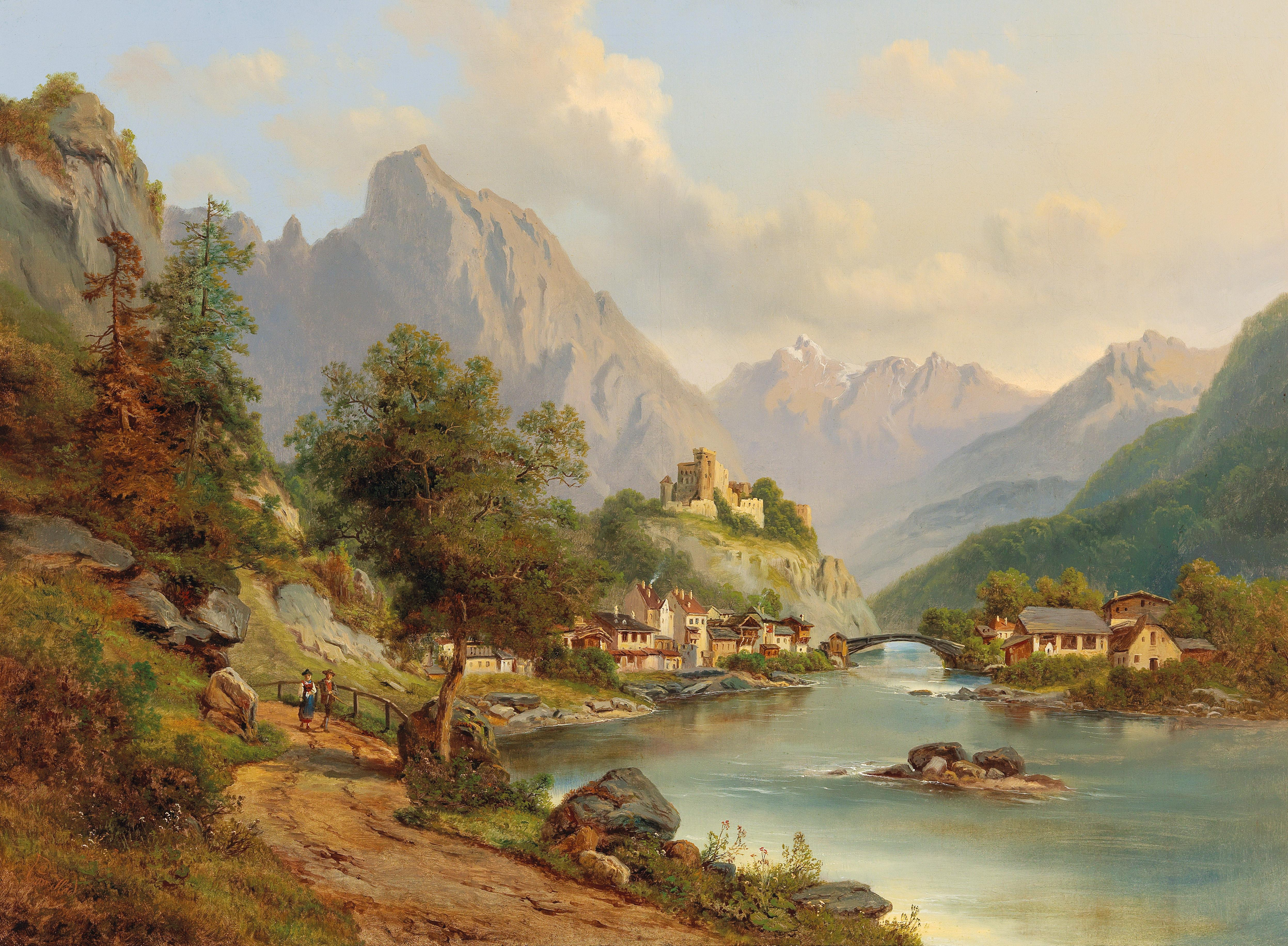
Edmund Höd: Ansicht des Pustertals (2. H. 19. Jh.)

Im Frühjahr 1874 veröffentlichte Rasch den letzten seiner vielen Touristenratgeber, unter dem provokanten Titel Touristen-Lust und Leid in Tirol. Er sparte darin nicht mit heftigster Kritik am katholischen Christentum und gefiel sich in polemischen Bemerkungen jeglicher Couleur, so dass das Buch bald Tagesgespräch in der betreffenden Region und in ganz Österreich wurde. Raschs Buch „leistet wirklich nicht minder Großartiges in Schmähungen über das glaubensstarke Tiroler Volk und seine Gebräuche, wie in Unkenntniß, Verdrehungen und geschichtlichen Lügen. Besonders übel kommt Pusterthal und Meran weg, natürlich, weil Rasch sonst nirgends gewesen zu sein scheint“, hieß es in der Salzburger Chronik. Ganz besonders entsetzt war man im Pustertal, wo der in Bruneck erscheinende Pusterthaler Bote eine erboste Replik auf Gustav Raschs Tirol-Buch abdruckte. Der Rezensent schrieb, er habe schon bei der flüchtigen Lektüre von „Raschs Schmiere“ nur „Ekel und heftigen Brechreiz“ empfunden. „Soviel Schmutz, soviel Selbstüberhebung, soviel freche Lüge und absichtliche Entstellung kann eben nur ein Individuum wie Gustav Rasch zu Stande bringen; daß aber eine anständige Druckerei einen solchen literarischen Düngerhaufen in Verlag nehmen kann, das ist mir unbegreiflich“. Weitere österreichische Zeitungen und Journale brachten ähnliche Repliken, und Rasch war in Tirol bis auf weiteres zu einer Persona non grata geworden.
Ein Besuch in England im Jahr 1875 brachte Rasch wieder in persönlichen Kontakt zu alten Bekannten aus der Revolutionszeit, obwohl diese durchaus nicht alle gut auf Rasch zu sprechen waren, weil sie ihm Unkenntnis der Verhältnisse in England vorwarfen. Eine erste Rückbesinnung auf die Revolutionszeit hatte für Rasch bereits 1867 begonnen, als er zusammen mit Gustav Struve das Werk Zwölf Streiter der Revolution verfasst hatte, das Lebensbilder von ausländischen (u. a. Camillo Cavour und Michail Bakunin) und deutschen Revolutionären umfasste. Dem folgte ein Jahr später die autobiographische Schrift Aus meiner Festungszeit, deren Titelblatt ein Porträt Raschs hinter einem Gitterfenster zeigt; das Buch musste bei einem Wiener Verlag erscheinen, weil sich kein deutscher Verleger fand. Beide Schriften, insbesondere die Zwölf Streiter, hatten Rasch unter den deutschen Emigranten in London wieder einen Namen gemacht; selbst Karl Marx hatte schon kurz nach Erscheinen genaue Kenntnis von diesem Buch, obwohl er in einem Brief an Ferdinand Freiligrath schrieb, er lese „deutschen belletristischen Schund nicht“. Zu einem nicht näher bekannten Zeitpunkt im Jahr 1872 trat Rasch auch der SDAP bei, die drei Jahre zuvor gegründet worden war. Während seiner Aufenthalte in Wien korrespondierte er 1875 und 1876 mit Friedrich Engels.
Während des Jahres 1876 war Rasch in Paris wohnhaft. Auf diese Weise entzog er sich auch der im Februar/Mai verhängten Gefängnisstrafe, weshalb die Staatsanwaltschaft in Braunschweig im Juni einen Steckbrief für Rasch erließ, der aber ebenfalls nicht vollstreckt werden konnte.
Im Frühjahr 1877 siedelte er nach Wien über und unternahm noch eine kurze Reise nach Siebenbürgen. Raschs Interesse in diesen Jahren hatte sich wieder den düsteren Seiten der modernen Gesellschaft zugewandt, die er bereits während der 1860er Jahre in den Büchern seiner „dunklen Serie“ behandelt hatte: Gefängnisse, Irrenanstalten, Frauenhäuser und andere symptomatische Einrichtungen der Industriegesellschaften des 19. Jahrhunderts.
Mitte November 1877 erlitt Rasch einen schweren Schlaganfall in seinem Wohnort Mödling bei Wien, mit eintretender teilweiser Lähmung. Trotz seiner resultierenden Bettlägerigkeit ließ er sich im Dezember von Mödling nach Berlin-Schöneberg in eine Heilanstalt bringen, was durch einen Extrazug, den ihm Baron Rothschild in Wien zur Verfügung gestellt hatte, ermöglicht wurde. In Berlin erlag Rasch wenige Wochen später, am 14. Februar 1878, den Folgen des Schlaganfalls.
Auch in den Tagen nach seinem Tod holte Rasch seine politische Vergangenheit ein. Zeitungen berichteten, er werde den Berlinern als ein „Steuerverweigerer“ in Erinnerung bleiben, denn er „besaß Vermögen, weigerte sich aber aus politischen Gründen Steuern zu zahlen“.

## Zeitgenössische Rezeption
Es ist angesichts der politischen Aktivitäten, aber auch angesichts des Inhalts und Stils seiner Schriften wenig verwunderlich, dass sich an Gustav Rasch die Geister schieden.
Vonseiten politischer Mitstreiter, die seine demokratische Gesinnung und seinen Einsatz für nationale Bewegungen teilten, erntete er große Zustimmung, manchmal sogar Verehrung. Seine Aktivitäten während der Holstein-Krise waren dabei besonders prägend für seine spätere Reputation, und schon im Jahr 1862 widmete Heinrich Mahler (1839–1874) seine Zwölf Sonette für den „verlassenen Bruderstamm“ (Berlin: A. Vogel) seinem „Freunde und geistigen Kampfgenossen Herrn Gustav Rasch“. Als „der bekannte geistvolle und unermüdliche Reisende“ und „der beharrliche Vorkämpfer für die Rechte der Schleswig-Holsteiner, als diese noch unter dänischer Herrschaft seufzten,“ erscheint Gustav Rasch im dreizehnten Kapitel des „Zeitromans“ Zwei Kaiserkronen von Oskar Meding, der 1874 in der Zeitschrift Über Land und Meer und 1875 in Stuttgart als Buch veröffentlicht wurde.
Andere positive Stimmen sahen weniger auf seine politische Haltung, sondern auf sein Schaffen als Schriftsteller, so etwa im Urteil eines Rezensenten aus dem Jahr 1870: „Michael Klapp, Hans Wachenhusen und Gustav Rasch, dies ist ein Touristen-Trifolium, welchem der Leser auf Schritt und Tritt begegnet, und zwar sehr gerne begegnet. In der Sahara und an den Küsten Norwegens, in Spanien und in Egypten, in Paris und Rom sind die Genannten zu Hause und erfreuen uns mit heiteren und naturgetreuen Lebensbildern aus allen Zonen“. Nach seiner Publikationsflut in den Jahren 1868–1869 wurde Rasch – „der bekannte Weltschmerz-Reisende“ – in den folgenden Jahren zu einem vielzitierten Autor, wenn auch vor allem aufgrund der unablässigen Abfolge von Texten, die aus seiner Feder ronnen. Seine Berichte aus Südosteuropa adelten ihn schließlich für kurze Zeit als „bekannten Orientreisenden“, bis der Misserfolg seines Buchs Die Türken in Europa dem ein Ende machte.
Die Kritik an Raschs Schaffen aber überwog. Diese Kritik entzündete sich sowohl an seinem journalistisch-flapsigen Stil, aber auch an den vielen Ungenauigkeiten und Fehlern, die seine Schriften enthalten. Sein Stil galt vielen als schlecht im Ausdruck und als Ergebnis eines Autors, der seine Texte übereilt und mit wenig Sorgfalt niederschrieb oder – wie man heute sagen würde – „hinschluderte“. Was den Inhalt seiner Werke betraf, so kam es sogar vor, dass man Raschs peinliche Irrtümer öffentlich und mit viel Gusto in Zeitungsnotizen vorführte, etwa als er in einem Artikel Kaiser Sigismund als „bekanntlich ein Jesuitenschüler“ bezeichnete, was freilich ein dummer Fehler war, da der Gründer des Jesuitenordens erst 54 Jahre nach dem Tod Sigismunds überhaupt geboren wurde! Kritisiert wurden auch seine Schriften über Montenegro: „Gustav Rasch hat uns kein wahres Bild von Montenegro geliefert; er idealisirte wohl das Land nicht, aber er europäisirte es in seinen Schriften und hat dadurch hie und da der Wahrheit nicht entsprochen“.
Andere nahmen an der Tatsache Anstoß, dass Rasch sich nach einem Aufenthalt von wenigen Tagen anmaßte, umfassend und kompetent über einen Ort berichten zu können. Diese Kritik war durchaus berechtigt. So schrieb etwa ein Rezensent über Raschs Buch Der Leuchtthurm des Ostens: Serbien und die Serben (1873):

„Allein wer diese Schätze heben will, muß die Volkssprache kennen, er muß ein guter Beobachter und Psycholog sein. Gustav Rasch ist lange da [= in Serbien] gewesen und hat schließlich über Serbien ein dickes Buch herausgegeben. Ich kann Dich versichern, daß er nie auch nur ein Wörtchen mit einem Manne aus dem Volke gesprochen hat, da er kein Wort serbisch verstand. Rasch hätte als Jurist hier eine reiche Ernte haben können, so aber mußte er aus Unkenntniß der Volkssprache wie ein Blinder herumtappen und sich mit dem begnügen, was ihm gutmüthige Leute ins Notizbuch dictirten.“

Oft findet sich solche Kritik beiläufig formuliert, wie beispielsweise in der Rezension des Buchs Venetian Life (1866) von William Dean Howells, wo dem Rezensenten die Schriften Gustav Raschs als negatives Beispiel dienen: „Die Darstellung ist um so unbefangener, als sie aus der Feder des nordamerikanischen Konsuls Howells herrührt, der seit drei Jahren in Venedig lebt und durch vielfache Familienbeziehungen wohl besser in der Lage ist, das innere Leben der Stadt zu schildern, als jene Touristen, die eine kurze Zeit im Gasthofe zubringen und dann ihre aufgeputzten Federskizzen à la Gustav Rasch auf den Buchhändlermarkt bringen.“
Schließlich musste sich Rasch, der freilich selbst gern austeilte, beißenden Spott gefallen lassen. Dieser zielte vor allem auf seine politischen Ambitionen und seinen Hang, sich als Journalist in relativ weittragende Prozesse einzumischen, wie das in Schleswig-Holstein oder teilweise auch in Spanien der Fall war. So machte sich Paul Lindau 1869 über Gustav Raschs Reise nach Spanien lustig. Er nennt Rasch den „feuilletonistische[n] Volksbefreier“ und wirft spöttisch in den Raum, Rasch sei tatsächlich nicht nach Spanien gegangen, um von dort zu berichten, sondern um sich selbst um den spanischen Thron zu bewerben. Lindaus Spott mündet dann in eine fiktive Thronrede, wie sie Rasch vor den Spaniern hätte halten können:

„Hidalgos (…), Ihr habt mich zu Eurem Herrscher erkoren. Ich danke Euch. Ich kenne Euch. Ich habe Garrido’s Geschichte des modernen Spaniens gelesen und in meinem Koffer treulich mit mir geführt. Ihr kennet mich. Denn mich kennt alle Welt. Ich bin Doctor beider Rechte, Freund Garibaldi’s, Victor Hugo’s, Karl Blind’s und sehr vieler anderer bedeutender Persönlichkeiten. Ich habe für die Freiheit gelitten. Ich habe lange Zeit in Magdeburg spazieren gehen müssen. Ich war im Kerker. Das habe ich schon oft erzählt, aber man kann so etwas nie oft genug sagen. Ich habe Scheel-Plessen zerschmettert und die ‚Preußenseuche‘ erfunden. Ich habe den verlassenen Bruderstamm und Italien bis zur Adria befreit. Ich habe ganz Europa durchwandelt und die meisten deutschen Zeitungen mit meinen Schilderungen aus aller Herren Länder unsicher gemacht. Ich bin Kosmopolit aus Neigung und Beruf. An meinem Fremdsein nehmt keinen Anstoß! Fragt nur die Deutschen, ob ihnen mein Stil nicht vollständig spanisch vorkommt.“

Einige Jahre später begann die Berliner Satirezeitschrift Kladderadatsch, Raschs politische Ambitionen und seine Wichtigtuerei in nationalen Angelegenheiten anderer Nationen zu veräppeln, und zwar in regelmäßiger Abfolge. Zwischen Februar 1874 und Juli 1876 erschienen insgesamt fünf humoristische Kurzbeiträge, die um dieses Thema kreisten; sie nahmen Raschs frühere Aktivitäten und journalistischen Streifzüge aufs Korn: Italien, Schleswig („die verlassenen Stammesbrüder“!), Montenegro und sogar seine Reise in die Sahara:

„[1] Ueber dem Haupte des Reichskanzlers zieht sich in der Ferne ein Unwetter zusammen. Die aus dem preußischen Reptilienfonds unterhaltenen Zeitungen von Tunis arbeiteten schon lange auf eine Palastrevolution hin. Im Plane lag, den bekannten Reise-Agenten der preußischen Regierung, Gustav Rasch, zum Bey von Tunis (das bekanntlich als Schlüssel zur Sahara gilt) zu erheben. Dieser feine Plan scheitert jedoch an dem Umstande, daß die Bevölkerung von Tunis mit dem jetzigen Bey, der nur zweimal in der Woche köpfen läßt, durchaus zufrieden ist und eine Veränderung nicht wünscht. Also wieder ein Schlag ins Wasser!
[2] Ganz ruhig hingegen schlief Gustav Rasch in einer verschneiten Sennhütte auf den Schwarzen Bergen. Ihm träumte, daß er auf ein Empfehlungsschreiben Garibaldi’s hin zum Sultan der verlassenen Stammbrüder auf Sumatra erwählt worden sei. Als er erwachte, erfuhr er mit Schaudern, daß die an derselben Sennhütte übernachtet habende Fürstin „Stibitzka mit den Rabenhänden“ mit seinem, Gustavs, weißem Cylinder sich heimlich in die Berge, wo die Freiheit wohnt, davon gemacht habe.
[3] Soviel wir wissen, ist Gustav Rasch entschlossen, den erledigten Thron von China nicht anzunehmen.
[4] Man sucht einen Fürsten für Bosnien und die Herzegowina. Wo ist Gustav Rasch? Und würde er aus Erkenntlichkeit für den Fürstenhut es zugleich übernehmen, die Finanzen der Türkei in Ordnung zu bringen?
[5] Fürst Nikita von Montenegro ist von den Insurgenten zum Fürsten der Herzegowina ernannt worden. Herr Gustav Rasch soll bereits bei ihm sein, in der Erwartung, daß auch er nunmehr entweder zum Feldmarschall, zum Finanz- oder Cultusminister vom verlassenen Bruderstamm werde ausgerufen werden.“

## Zitate von Zeitgenossen
„In der vordersten Reihe dieser neuen Sensations-Publizisten steht der bekannte Dr. Gustav Rasch. Ueberall, wo sich die Ereignisse der Gegenwart in diesem Sinne verwerten lassen, wo eine plötzliche „Katastrophe“, ein Regierungsumsturz, eine Entthronung oder dergleichen die Welt überrascht, wo zufällige oder abgedrungene Enthüllungen einen reichen Gewinn an Aufsehen und – Skandal versprechen, überall da sehen wir den beweglichen, beständig auf dem Qui-vivo stehenden, ewig reisenden Gustav Rasch sofort bei der Hand, dem Publikum die pikanten Früchte seiner Wahrnehmungen, Eindrücke und Begegnungen aufzutischen.“

„Gustav Rasch, der vielschreibende Vielgereiste, ist bekannt als ein Schriftsteller, dem es nicht eben um sorgfältige formelle Durchführung eines Stoffs zu thun ist, sondern nur darum, ein sachliches Interesse zu erwecken bei einer äußerlich höchst salopen [ǃ] Form“

„Das war der bekannte grimme Republikaner, Verfasser von ‚Schleswig-Holstein, meerumschlungen‘, der Erfinder der ‚Preußenseuche‘, der es auf dem Papier mit den zerschmetterndsten Tiraden und radikalsten Dingen zu tun hatte, und im Leben so weich wie ein Rind war.“

## Kritische Würdigung
Der Schriftsteller Rasch und sein Werk sind bald nach seinem Tod mehr oder weniger in Vergessenheit geraten. Das gilt sowohl für seine politischen Schriften (die ihre Tagesaktualität längst eingebüßt hatten) als auch für seine Reisereportagen und -ratgeber. Anders als viele seiner Zeitgenossen und Kollegen des deutschen Feuilletons brachte er es zu keinem Eintrag in Franz Brümmers einflussreichem Lexikon der deutschen Dichter und Prosaisten vom Beginn des 19. Jahrhunderts bis zur Gegenwart (1913). Im Jahr 1917 erinnerte sich ein Autor an Rasch und stelle ihn seinen Lesern als „ein nicht viel gelesener deutscher Reiseschriftsteller“ vor.
Dennoch war Rasch eine sehr typische Erscheinung der deutschsprachigen Medienlandschaft und Journalistik nach der Mitte des 19. Jahrhunderts und muss mit Friedrich Hackländer, Hans Wachenhusen, Julius von Wickede, Moritz Hartmann und vielen anderen in eine Reihe gestellt werden. Sie alle lebten als Berufsjournalisten von ihren Texten und mussten deshalb stets im Auge behalten, was sich am besten verkaufen und am schnellsten produzieren ließ und was ihren Namen am stärksten der Öffentlichkeit einprägte. Zu diesem Zweck bot es sich an, Reiseberichte zu verfassen, die sich in diesem mobilen Zeitalter, in dem der moderne Tourismus erfunden wurde, erfahrungsgemäß gut verkauften. Ebenso naheliegend war es, Berichterstattung über politische Krisen und Kriege oder Sensationsreportagen zu liefern, deren Inhalt der Aufmerksamkeit der Leser sicher sein konnte. Verkaufsfördernd war auch ein flapsiger und respektloser Stil, der umso besser wirkte, wenn er mit Sarkasmus und hämischer Polemik gepfeffert war. Rasch verfolgte alle diese Strategien in exemplarischer Reinform, und seine „dunkle Serie“ rechtfertigt es, ihn auch als „Sensationsschriftsteller“ zu sehen. Dass Rasch heute dennoch nicht als deutscher Mark Twain gilt, sondern im Wesentlichen der Vergessenheit anheimgefallen ist, hat mit der Tatsache zu tun, dass seine oft boshafte Geschwätzigkeit nicht im entferntesten an die so geistreichen (wenn auch ebenso boshaften) Texte des US-amerikanischen Journalisten heranreicht.
Was Rasch von vielen seiner feuilletonistischen Schriftstellerkollegen unterschied, war seine aktive Beteiligung an der Revolution des Jahres 1848 und sein auch in späteren Jahren immer wieder hervorbrechender Drang, die Staatsmacht in Preußen oder Österreich gezielt zu provozieren. Ob es ihm dabei stets darum ging, liberale oder demokratische Ideale zu verfechten, wie er vorgab, ist nicht ausgemacht. Es scheint bei ihm wohl auch eine Charakterfrage gewesen zu sein, denn eigentlich sind fast alle seine Schriften auf Provokation gebürstet, im Fall der Schweizer Gasthöfe oder des Tiroler Katholizismus ebenso wie im Fall seiner Verächtlichmachung der türkischen Kultur oder wenn er sich der Intrigen eines Berliner Theaterdirektors annahm. Hinzu kommt, dass die rasante Entwicklung des Pressewesens nach 1850 und die Vervielfachung von Printmedien Rasch und seinen Kollegen das Allmachtsgefühl gab, ihre schriftstellerische Serienproduktion sei das Zünglein an der Waage einer modernen Gesellschaft, ihre eigene Tätigkeit somit von größter Relevanz bei allen Fragen, die gerade auf der Tagesordnung standen. Rasch selbst sagte es: Auf den Anwurf des preußischen Zivilkommissars (der im März 1864 die Ausweisung Raschs aus Schleswig für rechtens erklärt hatte), dass nämlich Rasch sich gebärde als wäre er „der Vertreter einer Großmacht“, entgegnete dieser: „Allerdings bin ich der Vertreter einer Großmacht, und zwar der mächtigsten und einflußreichsten, nämlich der Presse“.
Der Teil im Werk Raschs, der einen heutigen Leser vielleicht am ehesten für ihn einnehmen kann, sind seine zahlreichen Berichte über sozial Ausgegrenzte und Benachteiligte, denen er in Paris, Berlin, London und Wien nachspürte. Kein Zufall auch, dass dies die einzigen Texte Raschs sind, die im 20. Jahrhundert „wiederentdeckt“ und neu aufgelegt wurden. Seine auffallende Faszination für Gefängnisse und Irrenhäuser mag daher rühren – wie schon ein Zeitgenosse feststellte –, dass er selbst „als politischer Verbrecher gefangen saß, so befaßt er sich viel mit denjenigen, die den Verlust der Freiheit zu büßen haben“.
Immerhin war es ein Verdienst Raschs, dass er drei geflügelte Ausdrücke in Umlauf brachte, die auch nach seinem Tod länger in Erinnerung blieben als seine zahllosen Schriften:
- Frei bis zur Adria. Rasch popularisierte diesen Slogan, der bald allgemein auf die italienische Nationalbewegung bezogen wurde. Er stammte ursprünglich aus Napoleons III. Kriegsmanifest vom 3. Mai 1859, aber erst durch Gustav Raschs Buch mit demselben Titel wurde er im deutschsprachigen Raum zu einem geflügelten Wort.[91]
- Der verlassene Bruderstamm. Rasch erfand – im Zusammenhang mit der Schleswig-Holstein-Krise – das Bild vom „verlassenen Bruderstamm“.[92] Dieses Bild sollte allerdings Rasch in der deutschen Presse schon zu Lebzeiten verfolgen, weil es vor allem von denjenigen gegen ihn bemüht wurde, die seine politische Haltung und seinen schwärmerischen Nationalismus verspotteten.
- Die Preußenseuche. Rasch gilt als der Urheber des Begriffs der sogenannten „Preußenseuche“. Er sagte von sich selbst, er sei „der Entdecker dieser neuen Völkerepidemie“,[93] und was er damit meinte geht aus einem Abschnitt hervor, den er in seinem Buch Vom spanischen Revolutionsschauplatze (1869) den deutschen Emigranten in Barcelona widmete:

„Um so widerwärtiger (…) war mir der Eindruck, den meine preußischen Landsleute in Barcellona auf mich machten. Ich habe keinen einzigen unter ihnen entdecken können, der nicht von der Preußenseuche behaftet gewesen wäre. Ordentlich aufgedunsen von dem Ruhm der in Böhmen geschlagenen Schlachten und errungenen Siege stolzirten sie in Barcellona einher, und bildeten sich ein, unter den Völker Europas durch den Tod von Hunderttausenden, den Kugeln und den Krankheiten erlegener Menschen Etwas geworden zu sein. Die Einheit der deutschen Nation könnte nach ihrer Meinung nur aus der Fortsetzung einer solchen blutigen Eroberungspolitik, welche sich über ganz Deutschland ausbreiten müßte, hervorgehen.“

In der Tat wurde der Begriff der „Preußenseuche“ bald ein fester Bestandteil im politischen Vokabular des deutschen Feuilletons und findet sich in häufigem Gebrauch. Man verwendete es vor allem nach 1870 oft ganz im Sinne Raschs, nämlich zur Bezeichnung eines „bismärkisch schwärmenden Größenwahns“.

## Privatleben
Gustav Rasch war mit der aus Ungarn stammenden Opernsängerin und Sopranistin Rosa de Ruda (eig. Róza Bogya de Ruda, 1835–1919) verheiratet. Sie hatte an der Budapester Oper im März 1854 debütiert und war dann über zwei Jahrzehnte als gefeierte Opernsängerin tätig. Sie überlebte ihren Mann um mehr als vier Jahrzehnte und starb in Berlin. In Berlin erteilte sie über drei Jahrzehnte Gesangsunterricht, und namhafte Opernsänger erhielten bei ihr ihre Ausbildung.
Es ist möglich, dass sie Rasch kennenlernte, als sie zwischen Januar 1860 und Ende März 1861 mit der Operngesellschaft des italienischen Impresarios Achille Lorini am 1859 eröffneten Berliner Victoria-Theater, gastierte. Während der ersten Hälfte der 1860er Jahre war sie vor allem in Italien, Rumänien und England (Frühjahr 1863) engagiert, in späteren Jahren vornehmlich in Deutschland, namentlich an der Berliner Hofoper.
Über den genauen Zeitpunkt ihrer Heirat gibt es keine Angaben. Im Juni 1862 wird mitgeteilt, dass sich „die beliebte Sängerin Fr. Rosa de Ruda“ zum Besuch ihrer Familie in Baden bei Wien aufhielt. Sie wird in Zeitungsnachrichten ab 1862 allgemein nicht mehr als „Fräulein“, sondern als „Frau“ oder „Signora“ vorgestellt, was ihre Verheiratung anzeigen könnte. Dem steht entgegen, dass „Signora“ aber nur Teil ihres Künstlernamens („Signora de Ruda“) gewesen sein mag, den sie so schon seit 1857 führte und unter dem sie auch 1860–1861 in Berlin auftrat. Die Nachrichten in den nächsten Jahren bleiben widersprüchlich, und in mehreren Zeitungsnotizen aus den Jahren 1863 und 1866 wird sie wieder „Mademoiselle“ oder „Fräulein“ genannt. Der Name eines möglichen Gatten wird nirgends erwähnt.

## Ehrungen

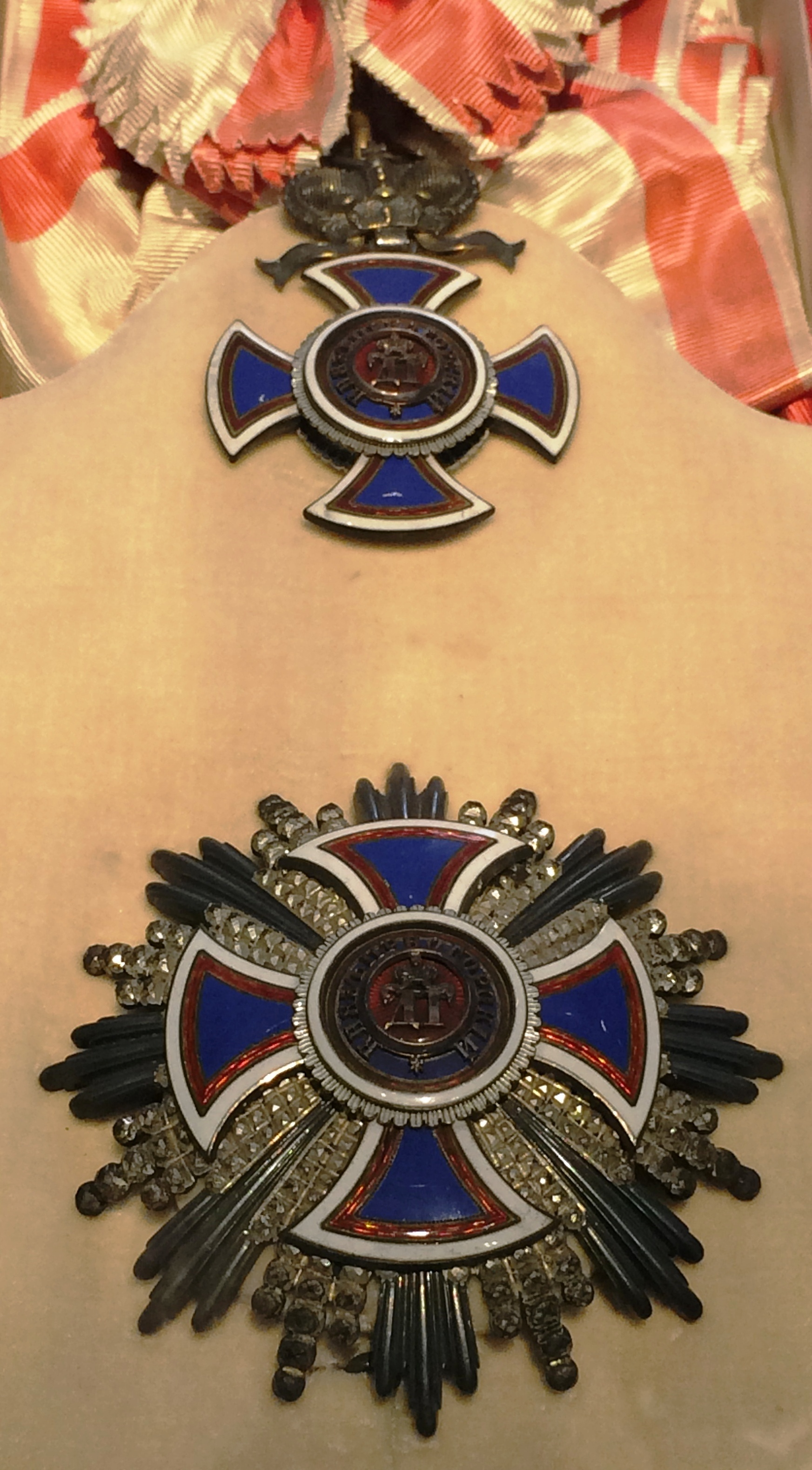
Großkreuz des montenegrinischen Danilo-Ordens

- Verleihung des montenegrinischen Verdienstordens Danilos I. durch Fürst Nikola I. Petrović Njegoš (im April 1874)[112]

## Werke

### Reiseschriften

#### Bücher
- 1856: Ein Ausflug nach Rügen. Natur, Bewohner und Geschichte der Insel. Leipzig: J.J. Weber. Zweite Auflage udT Ein Ausflug nach Rügen. Illustrirtes Reisehandbuch (1860)
- 1858: Das Thüringerland und der Thüringerwald. Ein Reisebuch durch Thüringen in Skizzen und Bildern. Leipzig: C.A. Haendel
- 1858: Kein Geld, kein Schweizer! Reise-Kalender für die Schweiz auf das Jahr 1858. Zum Schutz für deutsche Reisende. Berlin: Otto Janke
- 1858: Südbayern, Salzburg, Salzkammergut, Tirol, Ober-Italien. Neues Handbuch für Reisende. Berlin: Otto Janke
- 1861: Hochlandsfahrten. Berlin: Otto Janke
- 1861: Italienisches Wanderbuch: Die Alpenstraßen – Die Seen – Die venetianischen und lombardischen Städte. Mit einem Anhange: Rothes und schwarzes Buch der Gasthöfe. Berlin: A. Vogel & Comp.
- 1861: Nach Ischl, Salzburg und Gastein. Berlin: Otto Janke
- 1866: Nach den Oasen von Siban in der grossen Wüste Sahara. Ein Reisebuch durch Algerien. Berlin: A. Vogel & Comp. Zweite, umgearbeitete Ausgabe in 2 Bänden udT Nach Algier und den Oasen von Siban, Dresden: W. Baensch 1875
- 1867: Die Völker der unteren Donau und die orientalische Frage. Breslau: Joh. Urban Kern
- 1868: Von der Nordsee in die Sahara. Berlin: Berlin: Hausfreund-Expedition
- 1869: Aus einem freien Lande. Ein Reisebuch durch Schweden. Pest – Wien – Leipzig: A. Hartleben
- 1869: Vom spanischen Revolutionsschauplatze. Spanische Zustände, Charakteristiken und Geschichte. Pest – Wien – Leipzig: A. Hartleben
- 1873: Der Leuchtthurm des Ostens: Serbien und die Serben. Prag: J.S. Skrejšovský
- 1873: Die Türken in Europa. 2 Bände. Prag: J.S. Skrejšovský
  - Moderne türkische Ausgabe: 19. yüzyıl sonlarında Avrupa'da Türkler. Üb. Hüseyin Salihoğlu. Istanbul: Yeditepe 2004
- 1874: Touristen-Lust und Leid in Tirol. Tiroler Reisebuch. Stuttgart: C.F. Simon
- 1874: Aus vergangenen Tagen. Historische Bilder und Skizzen. Erste Reihe: Dresdener berühmte Häuser und Paläste. Dresden: G.A. Kaufmann
- 1875: Vom Schwarzen Berge. Montenegrinische Skizzen, Bilder und Geschichten. Dresden: Wilhelm Baensch (Collection deutscher und ausländischer Belletristik 34)
  - Moderne serbokroatische Ausgabe: Crna Gora u pričama. Üb. Tomislav Bekić. Podgorica: Cid 2001, ISBN 86-495-0202-4

#### Artikel, Aufsätze (Auswahl)
- Ein Tag in Mailand. In: Die Gartenlaube. Heft 5, 1859, S. 69–72 (Volltext [Wikisource]).
- Italienische Skizzen. Nr. 1: Como. In: Die Gartenlaube. Heft 9, 1859, S. 125–128 (Volltext [Wikisource]).
- Das Haus der Büßerinnen. In: Die Gartenlaube. Heft 6, 1860, S. 87–90 (Volltext [Wikisource]).
- Ein Zahnarzt in Florenz. In: Die Gartenlaube. Heft 39, 1860, S. 624 (Volltext [Wikisource]).
- 1865: Ein afrikanischer Lustgarten. In: Die Presse (Wien), Nr. 78 (19. März 1865), S. 2 f. (nicht paginiert)
- 1865: Das Fest der Schüler Mahomed’s. In: Die Presse (Wien), Nr. 98 (9. April 1865), S. 1–3 (nicht paginiert)
- 1865: Ein Spaziergang durch Algier. In: Über Land und Meer, Nr. 28 (April 1865), S. 435–438; Nr. 29, S. 459
- 1865: Im Bagno der Galeerensträflinge in Toulon. Ein Reisebericht. In: Über Land und Meer, Nr. 34 (Mai 1865), S. 534 f.
- 1865: Vom Meer in die Wüste. In: Die Presse (Wien), Nr. 203 (25. Juli 1865), S. 1–3 (nicht paginiert)
- 1865: Arabische Frauen und Mädchen in Afrika. In: Über Land und Meer, Nr. 46 (August 1865), S. 726 f.; Nr. 47, S. 747; noch abgedruckt in der Beilage des Neuen Fremden-Blatts, Nr. 217 (17. Dezember 1865), S. 1 f. (nicht pag.).
- 1865: Ein Besuch beim Scheik von Lischana in der Wüste Sahara. In: Die Gartenlaube, Heft 20 (1865), S. 313–315
- 1865: Ein Ritt durch die Wüste Sahara. In: Über Land und Meer, Nr. 50 (September 1865), S. 787–790
- 1865: Eine Reise nach Lauenburg. In: Morgen-Post (Wien), Nr. 297 (27. Oktober 1865), S. 1 f. (nicht paginiert). Übernommen aus der Schleswigschen Zeitung.
- 1867: Der Platz der Feste in Paris. In: Die Illustrirte Welt (Stuttgart), Nr. 28 (1867), S. 326 f.
- 1866: Ein Tag in Bukarest. In: Die Gartenlaube. Heft 26, 1866, S. 409–411 (Volltext [Wikisource]).
- 1867: Aus meiner Flüchtlingszeit. Erinnerungsblätter. In: Die Illustrirte Welt (Stuttgart), Nr. 29 (1867), S. 342 f.; Nr. 30, S. 354–356; Nr. 37, S. 436–438; Nr. 49, S. 582 f.; Nr. 51, S. 603–606; Nr. 52, S. 618 f. [berichtet hauptsächlich über Raschs Aufenthalte in Straßburg, Paris und London]
- 1867: Walachische Kontraste. In: Über Land und Meer, Nr. 21 (Februar 1867), S. 328–330
- 1867: Eine Insel der schwimmenden Meerstadt. Murano und seine Glaswerkstätten. In: Über Land und Meer, Nr. 23 (März 1867), S. 368–370
- 1867: Ein Besuch in Hannover. In: Neue Freie Presse (Wien), Nr. 1077 (31. August 1867), S. 1–3 (nicht paginiert)
- 1867: Frankfurter Spaziergänge. In: Neue Freie Presse (Wien), Nr. 1125 (18. Oktober 1867), S. 1–3 (nicht paginiert)
- 1868: Ein Irrenhaus. In: Neue Freie Presse (Wien), Nr. 1311 (24. April 1868), S. 1–3 (nicht paginiert)
- 1868: Die ältesten Friedhöfe in Europa. In: II. Beilage des Neuen Fremden-Blatts (Wien), Nr. 259 (20. September 1868), S. 1 f. (nicht paginiert); Constitutionelle Bozner Zeitung, Nr. 224 (30. September 1868), S. 1 f. (nicht paginiert), Nr. 225 (1. Oktober 1868), S. 1–3 (nicht pag.)
- 1868: Ein Besuch in Upsala. In: Neue Freie Presse (Wien), Nr. 1463 (26. September 1868), S. 1–3 (nicht paginiert)
- 1868: Ein Besuch im Friedländerhause in Prag. In: Der Bazar. Illustrirte Damen-Zeitung, Nr. 40 (23. Oktober 1868), S. 319 f.
- 1869: Böhmische Hungerthürme. In: Der Hausfreund (hg. H. Wachenhusen), 12. Jg. (1869), Heft 1–4
- 1869: Ein spanischer Abenteurer. In: Der Hausfreund (hg. H. Wachenhusen), 12. Jg. (1869), Heft 13–16; Bozner Wochenblatt, Nr. 164 (23. Juli 1869), S. 1 f.
- 1869: Europäische Zellengefängnisse. In: Abendblatt der Tagespost (Graz), Nr. 21 (23. Januar 1869), S. 1 f. (nicht pag.); Nr. 24, S. 1 f. (nicht paginiert)
- 1869: Skjutsfahrt nach Arkadien. In: Der Bazar. Illustrirte Damen-Zeitung, Nr. 8 (23. Februar 1869), S. 63 f.; Nr. 10 (8. März 1869), S. 79
- 1869: Vom spanischen Revolutions-Schauplatze. In: Neue Freie Presse. Morgenblatt, Nr. 1633 (16. März 1869), S. 1 f. (nicht paginiert); Nr. 1648 (1. April 1869), S. 1 f. (nicht pag.)
- 1869:  Das berliner Aquarium. In: Illustrirte Zeitung (Leipzig), Nr. 1349 (8. Mai 1869), S. 351
- 1869: Europas berühmtester Wasserfall. In: Neue Freie Presse. Morgenblatt, Nr. 1712 (5. Juni 1869), S. 1–3 (nicht paginiert)
- 1869: Zwei Königskerker im Schlosse Gripsholm. In: Die Debatte. Morgen-Ausgabe, Nr. 164 (15. Juni 1869), S. 1–3 (nicht paginiert)
- 1869: Der Regent von Spanien. In: Neue Freie Presse. Morgenblatt, Nr. 1732 (25. Juni 1869), S. 1–3 (nicht paginiert)
- 1869: Eine Eisenbahnfahrt in Schweden. In: Der Welthandel (Stuttgart), Nr. 1, Heft 5 (1869), S. 275–280
- 1869: Vom Sänger der Frithiofssage. In: Der Bazar. Illustrirte Damen-Zeitung, Nr. 32 (23. August 1869), S. 259 f.
- 1869: Hollands schönste Stadt. In: Die Illustrirte Welt (Stuttgart), Nr. 21 (1869), S. 251 f.; Nr. 22, S. 263 f.
- 1869: Hollands älteste Stadt. In: Die Illustrirte Welt (Stuttgart), Nr. 25 (1869), S. 292–295
- 1872: Ein Besuch in einem serbischen Kloster. In: Über Land und Meer, Nr. 8 (1872), S. 157 f.
- 1872: Ein römischer Kaiserpalast in Dalmatien. In: Über Land und Meer, Nr. 12 (1872), S. 226 f.
- 1872: Eine Türkenfestung in Serbien. In: Über Land und Meer, Nr. 13 (1872), S. 247; Gemeinde-Zeitung. Unabhängiges, politisches Journal (Wien), Nr. 68 (21. März 1873), S. 11; Nr. 70, S. 17 (Beilage); Nr. 73, S. 11
- 1873: Ein Besuch auf dem Zwornikgebiet. In: Über Land und Meer, Nr. 19 (1873), S. 373; Nr. 21, S. 413 f.
- 1873: Von Rustschuk nach Varna. In: Europa. Chronik der gebildeten Welt (Leipzig), Nr. 33 (1873), Sp. 1046–1054.
- 1874: Die neue russische Kirche in Dresden. In: Über Land und Meer, Nr. 4 (1874), S. 71–74
- 1874: Das Hochthal von Lienz. In: Über Land und Meer, Nr. 11 (1874), S. 215 f.
- 1874: Ein berliner [!] Irrenhaus. In: Über Land und Meer, Nr. 49 (1874), S. 977 f.; Nr. 50, S. 997–999
- 1875: Bilder aus Montenegro. In: Illustrirte Zeitung (Leipzig), Nr. 1659 (17. April 1875), S. 291–293; Nr. 391–393; Nr. 1670 (3. Juli 1875), S. 9.
- 1875: Mein zweiter Ritt auf den schwarzen Berg. In: Über Land und Meer, Nr. 22 (1875), S. 437 f.; Nr. 1664 (22. Mai 1875), 26, S. 514 f.
- 1875: Ein englisches Untersuchungsgefängnis. In: Morgen-Post (Wien), Nr. 240 (30. August 1875), S. 1–3 (nicht paginiert)
- 1875: Ein Londoner Irrenhaus. In: Morgen-Post (Wien), Nr. 289 (18. Oktober 1875), S. 5 (nicht paginiert); Nr. 296 (25. Oktober 1875), S. 5 (nicht pag.)
- 1876: Pariser Elend und Verbrechen. In: Omnibus. Illustrirtes Familienblatt (Hamburg), Nr. 24 (1876), S. 405–407
- 1876: Aus einem Kloster der barmherzigen Schwestern in Paris. In: Beilage zu Nr. 235 des „Grazer Wochenblatt“ vom 13. Oktober 1876, S. 2 (nicht paginiert)
- 1876: Ein Pariser Zufluchtshaus. In: Beilage zu Nr. 241 des „Grazer Wochenblatt“ vom 20. Oktober 1876, S. 1 (nicht paginiert)
- 1877: Eine Fahrt nach Hunyad über den Rieseneisenberg. Eine siebenbürgische Reiseskizze. In: Die Heimat. Illustrirtes Familienblatt, Nr. 25 (1877), S. 405 f.
- 1882 (postum): Bilder aus Siebenbürgen. In: Der Salon für Literatur, Kunst und Gesellschaft. Band 1 (1882), S. 445–451, S. 571–579
- 1883 (postum): Eine Piratenstadt in Afrika. In: Marburger Zeitung, Nr. 38 (30. März 1883), S. 2 f.; Nr. 39 (1. April 1883), S. 1 f.

### Zeitgeschichtliches und Biographisches

#### Bücher
- 1860–1862: Frei bis zur Adria: Leidensgeschichte des Italienischen Volkes unter österreichischer Herrschaft seit dem Frieden von Villafranca. 3 Bände.
  - Band I: Oesterreichische Regierungsgeschichte in Italien. Berlin: Gustav Bosselmann 1860
  - Band II: Leidensgeschichte Italiens unter österreichischer, päpstlicher und bourbonischer Herrschaft: Venetien. Modena. Rom. Neapel. Sicilien. Berlin: A. Vogel & Comp. 1861
  - Band III: Die trauernde Königin der Adria. Berlin: Reinhold Schlingmann 1862
- 1862: Das neue Italien. Berlin: A. Vogel & Comp.
- 1862: Vom verlassenen Bruderstamm. Das dänische Regiment in Schleswig-Holstein. 2 Bände. Berlin: A. Vogel & Comp. Eine zweite Auflage erschien noch im selben Jahr.
- 1863: Das Schwert Italiens. Lebensskizze des Generals Josef Garibaldi. 2 Bände. Berlin: Nelte, Böltje & Comp.
  - Italienische (Teil)ausgabe: Garibaldi e Napoli nel 1860: Note di un viaggiatore prussiano. Üb. Luigi Emery. Bari: Laterza 1938
- 1864: Vom verrathenen Bruderstamme. Der Krieg in Schleswig-Holstein im Jahre 1864. 2 Bände. Leipzig: Otto Wigand
  - Band I: Die Bundesexecution in Holstein
  - Band II: Der Krieg in Schleswig
- 1866: Das preußische Regiment in Schleswig-Holstein. Kiel: Carl Schröder & Comp.
- 1867 (zusammen mit Gustav Struve): Zwölf Streiter der Revolution. Berlin: R. Wegener
- 1868: Baron Carl Scheel-Plessen. Wer er war und wer er ist?. Hamburg – Berlin
- 1868: Aus meiner Festungszeit. Ein Beitrag zur Geschichte der preussischen Reaction. Pest – Wien – Leipzig: A. Hartleben[113]
- 1870: Das heutige Spanien. Stuttgart: A. Kröner. Zweite Ausgabe. Stuttgart: J.G. Kötzle 1871
- 1871: Aus dem Schuldbuch Louis Bonaparte’s. 3 Bände. Stuttgart: A. Kröner
- 1874: Die Preußen in Elsass und Lothringen. Braunschweig: W. Bracke jr. Eine zweite Auflage erschien noch im selben Jahr.
  - Französische Ausgabe: Les Prussiens en Alsace-Lorraine, par un prussien. Üb. Louis Leger. Paris: E. Plon & Cie. 1876

#### Artikel, Aufsätze (Auswahl)
- 1861: Die Soldaten Garibaldi’s in Genua. In: Die Gartenlaube. Heft 37, 1860, S. 590 f. (Volltext [Wikisource] – datiert Livorno, 26. August).
- 1861: Vom italienischen Kriegsschauplatze. In: Die Gartenlaube. Heft 46, 1860, S. 735 f. (Volltext [Wikisource]).
- 1861: Die Anwendung der Folter in den Gefängnissen von Neapel und Sicilien. Nr. 1. In: Die Gartenlaube. Heft 5, 1861, S. 69–72 (Volltext [Wikisource]).
- 1861: Die Anwendung der Folter in den Gefängnissen von Neapel und Sicilien. Nr. 2. In: Die Gartenlaube. Heft 8, 1861, S. 118–121 (Volltext [Wikisource]).
- 1861: Die heutigen Zustände in Schleswig-Holstein. I. Ein dänischer Sonntag in Angeln. In: Deutsches Magazin, Band I (1861), S. 294–298
- 1861: Die heutigen Zustände in Schleswig-Holstein. II. Ein dänisches Lesebuch für deutsche Volksschulen und höhere Schulen in Schleswig. In: Deutsches Magazin, Band I (1861), S. 347–352
- 1864: Im Kerker der Hoffnungslosen. In: Die Gartenlaube. Heft 1, 1864, S. 8–10 (Volltext [Wikisource] – aus Paris).
- 1864: Aus den Landen des verlassenen Bruderstammes. 1. Ein Besuch in Rendsburg. In: Die Gartenlaube. Heft 5, 1864, S. 75–76, 78 (Volltext [Wikisource]).
- 1864: Aus den Landen des verlassenen Bruderstammes. 2. Von Rendsburg nach Schleswig. In: Die Gartenlaube. Heft 9, 1864, S. 142 f. (Volltext [Wikisource]).
- 1864: Aus den Landen des verlassenen Bruderstammes. 3. Von Schleswig nach Rendsburg und meine Gefangennahme bei den Preußen. In: Die Gartenlaube. Heft 10, 1864, S. 157–159 (Volltext [Wikisource]).
- 1864: Aus den Landen des verlassenen Bruderstammes. 4. Von Schleswig nach Missunde. In: Die Gartenlaube. Heft 12, 1864, S. 187–190 (Volltext [Wikisource]).
- 1865: Im Kerker Monte-Christo’s und der eisernen Maske. In: Die Gartenlaube. Heft 12, 1865, S. 185–188 (Volltext [Wikisource]).
- 1865: Heimgekehrt aus dem Exil. In: Die Gartenlaube. Heft 29, 1865, S. 453–455 (Volltext [Wikisource] – über Gustav Struve).
- 1865: Der „erste Arbeiter Frankreichs“. In: Die Gartenlaube. Heft 37, 1865, S. 588–590 (Volltext [Wikisource]).
- 1865: Ein Immortellenkranz auf das Grab eines Märtyrers (Max Dortu). In: Der deutsche Eidgenosse (London), 1865, S. 18–24 (über Maximilian Dortu)
- 1865: Ein Streiter der Revolution. In: Der deutsche Eidgenosse (London), 1865, S. 82–88 (über Gustav Adolph Schlöffel)
- 1865: Aus der Heimath des verlassenen Bruderstamems. In: Der deutsche Eidgenosse (London), 1865, S. 162–166
- 1867: Der Sänger des Morgenlandes und der Freiheit: Ferdinand Freiligrath. In: Die Illustrirte Welt (Stuttgart), Nr. 38 (1867), S. 450 f.
- 1868: Aus dem Sterbezimmer einer Henkers. In: Morgen-Post (Wien), Nr. 154 (5. Juni 1868), S. 1 (nicht paginiert); Znaimer Wochenblatt, Nr. 23 (7. Juni 1873), S. 247 f.
- 1868: Ein Streit um einen Todten. In: Neue Freie Presse (Wien), Nr. 1388 (12. Juli 1868), S. 2–4
- 1869: Spanische Hofgeschichten. In: Über Land und Meer, Nr. 27 (April 1869), S. 438; Nr. 28, S. 460–462; Nr. 29, S. 468 f.
- 1869: Der Fürst von Rumänien. In: Tagespost (Abendblatt), Nr. 340 (21. Dezember 1869), S. 1–3 (nicht paginiert); Nr. 341, S. 1–3 (nicht pag.); Nr. 342, S. 1 f.
- 1870: Alexander Hertzen. In: Neue Freie Presse. Morgenblatt (Wien), Nr. 1944 (27. Januar 1870), S. 1 f. (nicht paginiert)
- 1870: Aus dem Schuldbuche Louis Bonaparte’s. Die Teufelsinsel. In: Die Gartenlaube, Heft 14 (1870), S. 218–220
- 1870: Ein Besuch bei Henri Rochefort. In: Die Gartenlaube. Heft 18, 1870, S. 280–282 (Volltext [Wikisource]).
- 1870: Die Entführung aus dem Kloster der Dominikanerinnen. In: Buch der Welt.
- 1872: Fürst und Regentschaft von Serbien. In: Über Land und Meer, Nr. 2 (1872), S. 23–26
- 1876: Ein Schüler Cagliostro’s. In: Morgen-Post (Wien), Nr. 69 (10. März 1876), S. 1 f.
- 1876: Deutsche Flüchtlinge in London. In: Der Volksstaat vom 30. Juli 1876, S. 1 f.

### Die „dunkle Serie“

#### Bücher
- 1861: Die dunkeln Häuser Berlins. Berlin: A. Vogel & Comp. / 2. vermehrte und vollständig umgearbeitete Auflage. Wittenberg: R. Herrosé 1863
  - Neuausgabe 1986 udT Berlin bei Nacht. Schattenseiten einer Großstadt. Kriminalreportagen. Hg. Paul Thiel. Das neue Berlin, Berlin (Ost)
- 1863: Dunkele Häuser und Straßen in London. 2 Bände. Wittenberg: R. Herrosé
- 1865: Dunkle Häuser in Paris. Coburg: F. Streit
- 1871: Berlin bei Nacht. Culturbilder. Berlin: Hausfreund-Expedition
  - Einzelne Kapitel waren bereits Jahre zuvor in Zeitungen erschienen, siehe etwa Berlin bei Nacht. In: Die Presse (Wien), Nr. 250 (10. September 1865), S. 1–3 (nicht paginiert); Nr. 283 (23. September 1865), S. 1–3 (nicht pag.); Nr. 274 (4. Oktober 1865), S. 1–3 (nicht pag.) – Zwei dunkle Häuser. In: Neue Freie Presse (Wien), Nr. 1353 (6. Juni 1868), S. 1–3.
- 1877: Wiener dunkle Häuser. Ein Haus für Obdachlose. In: Neue Illustrirte Zeitung (Wien), V. Jg. Nr. 26 (24. Juni 1877), S. 413 f.
- 1877: Wiener dunkle Häuser. Ein Rettungshaus für junge Mädchen. In: Neue Illustrirte Zeitung (Wien), V. Jg. Nr. 27 (1. Juli 1877), S. 426 f.

#### Artikel, Aufsätze
- 1864: „Ein dunkles Haus in Paris. Das Haus der Armen und Elenden“. In: Deutsch-amerikanische Monatshefte für Politik, Wissenschaft und Literatur, Band II, August-Heft (Chicago 1864), S. 183–189

### Kontroversen
- 1860: Das Victoriatheater und die Intriguen des Theaterunternehmers Cerf. Gustav Bosselmann, Berlin. Dazu die Gegenschrift von Rudolf Cerf: Abfertigung des Gustav Rasch. Carl Nöhring, Berlin 1860. Neuausgabe von Raschs Broschüre im Anhang von: Berlin bei Nacht. Eine Auswahl aus den Schriften von Gustav Rasch mit einem Anhang über das Victoriatheater und die Intrigen des Theaterunternehmers Cerf. Das neue Berlin, Berlin (Ost) 1986.
- 1863: Meine Antwort auf die Schmähschrift der Königlich dänischen Regierung „Herr Gustav Rasch und sein Bruderstamm“. Otto Janke, Berlin. Diese Schrift war Raschs Entgegnung auf Herr Gustav Rasch und sein Bruderstamm. Vom Verfasser der actenmäßigen Beiträge zur Geschichte der Leiden des seines Amtes entsetzten schleswigschen Geistlichen Gustav Schumacher. F. Heinicke, Berlin 1862. Die dänische Invektive wurde auf Betreiben der Minister Carl Christian Hall und Friedrich Hermann Wolfhagen von Baron Ripperda verfasst, einem ehemals preußischen Offizier.

### Juristische Schriften
- 1855: Die neue Konkurs-Ordnung nebst dem Gesetz über die Einführung derselben, dem Gesetz, betreffend die Befugniß der Gläubiger zur Anfechtung der Rechtshandlungen zahlungsunfähiger Schuldner außerhalb des Konkurses und der Verordnung vom 4. Juni 1855, betreffend die im Konkurse und erbschaftlichen Liquidations-Prozesse zu erhebenden Gerichtskosten. A. Sacco, Berlin
- 1856: Der Hauseigenthümer und Miether. Ein practisches Handbuch für jeden Vermiether und Miether. Berlin[114]
- 1857: Die Gewerbegesetzgebung des Preußischen Staates mit allen darauf bezüglichen, bis heute ergangenen abändernden und ergänzenden Bestimmungen. Ein praktisches Handbuch für Kaufleute, Fabrikanten und Gewerbtreibende aller Klassen in populärer und systematischer Art dargestellt. Berlin: Hugo Bieler & Co.
- 1861: Der Rechts-Anwalt für Stadt und Land. Ausführlicher Rathgeber für Jedermann im bürgerlichen und geschäftlichen Verkehr, sowie im Verkehr mit Verwaltungs- und Gerichtsbehörden. 3 Bände. A. Dominé